# Musée Malvinas e Islas del Atlántico Sur
Pour musée des îles Malouines, voir Falkland Islands Museum and National Trust.
Le musée Malvinas e Islas del Atlántico Sur est un musée créé en juin 2014 sur décision du gouvernement argentin et a été installé dans des bâtiments appartenant à l'Escuela de Mecánica de la Armada, à Buenos Aires, depuis le 10 juin de la même année.
Le musée dépend du Ministère de la Culture et sa direction a été confiée à Jorge Giles, qui a été nommé directeur pour une période de 180 jours à compter de la date de publication du décret créant l'établissement. Giles déclarera « il ne s'agira pas d'un musée de la guerre, mais d'un musée qui recouvrira l'histoire et la vie sur les îles. Il sera le premier musée national sur les îles Malouines de l'histoire de l'État argentin. »

## Histoire
Le musée est créé par décret 809/2014 du 6 juin 2014. Ses objectifs, tels qu'ils sont stipulés dans le texte réglementaire, sont de :
- diffuser, communiquer, exposer et sensibiliser tous les habitants de la nation à la souveraineté argentine sur les îles Malouines et les îles de l'Atlantique Sud, en particulier Géorgie du Sud-et-les îles Sandwich du Sud ;
- promouvoir la revendication de la cause malouine comme une cause argentine, latino-américaine et universelle ;
- diffuser et intervenir sur les thématiques relatives à ces revendications dans le cadre des piliers démocratiques et des principes de paix, de mémoire, de vérité et de justice ;
- rappeler et rendre hommage aux Argentins qui ont donné leur vie dans la défense de ces îles tout au long de l'histoire de l'Argentine ;
- organiser et promouvoir la réalisation dans le pays et la région d'activités, journées, colloques et événements qui visent à renforcer les actions précédentes.

Il est inauguré par Cristina Fernández de Kirchner le 10 juin, Jour de l'affirmation des droits argentins sur les îles Malouines (es), en souvenir de la date de création en 1829 du Commandement politique et militaire des îles Malouines (es). Des anciens combattants, des historiens, des ministres et membres du corps diplomatique de la région sont impliqués dans la cérémonie d'inauguration. Cette dernière est retransmise sur les chaînes de télévision nationales,.

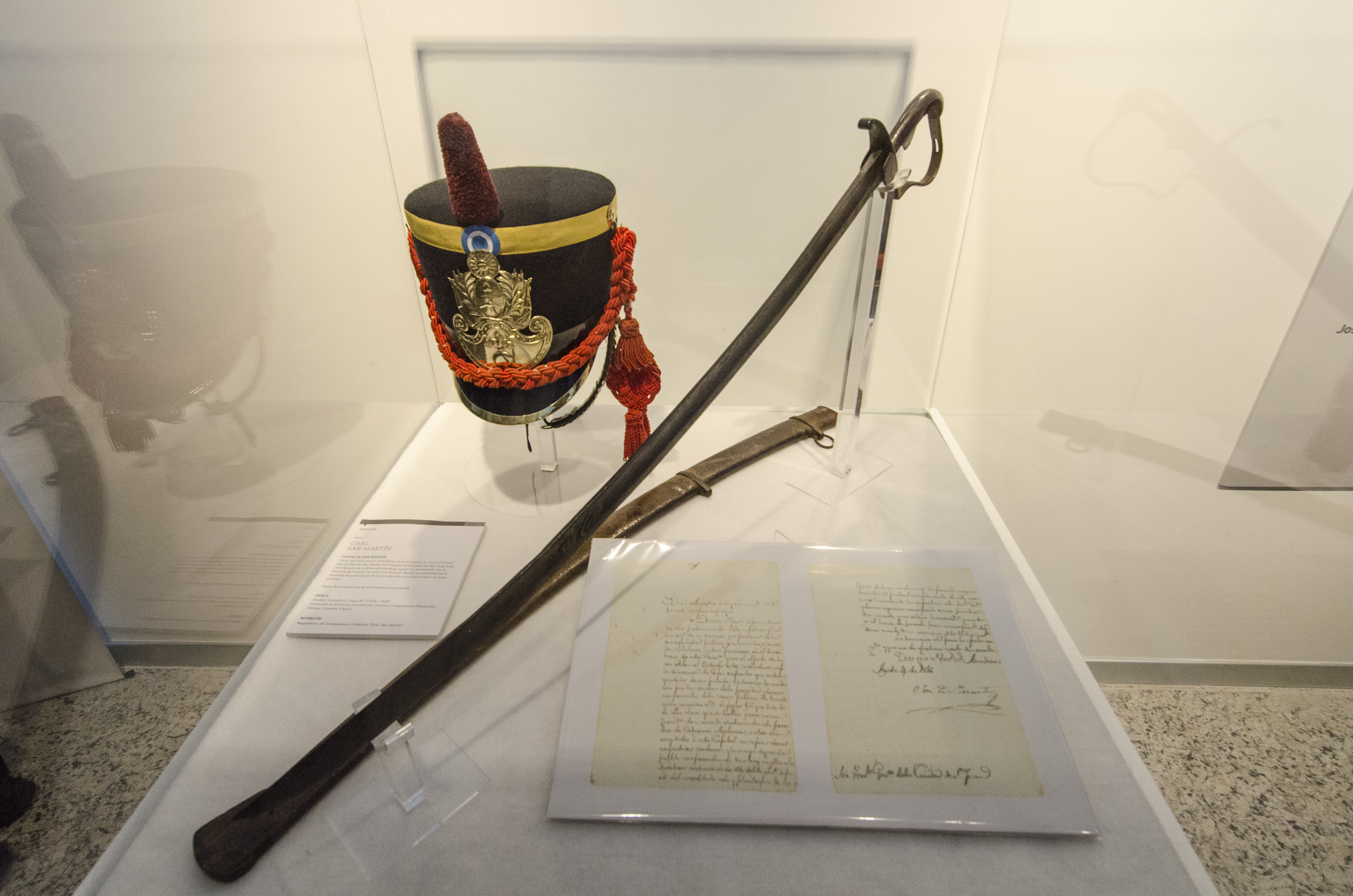
Lettre de San Martín.

L'emplacement du musée sur le campus de l'École de mécanique de l'Armée (où a été opéré un centre de détention et de torture clandestin) a été critiqué par la Comité des parents de soldats morts pendant la guerre des Malouines.
Le 17 août 2014, un espace consacré à José de San Martín a été ajouté, dans lequel est exposée une lettre datée du mois août 1816 dans laquelle il fait référence aux îles Malouines. Dans sa lettre, San Martín demande au gouverneur de San Juan de libérer les prisonniers détenus à Carmen de Patagones et dans les Malouines (à Puerto Soledad) pour qu'ils viennent renforcer les rangs de l'Armée des Andes. Le texte est présenté par le secrétaire des Affaires relatives aux îles Malouines Daniel Filmus et la ministre de Culture Teresa Parodi.
Dans le cadre de la Journée internationale de la femme 2015, le musée présente l'exposition « Malvinas, mi casa », comprenant une série d'aquarelles illustrant la vie aux Malouines en 1829, basées sur le Diario de 1829 en Malvinas de María Sáez de Vernet.
Le 5 août 2015, une exposition sur l'Antarctique argentin est inaugurée, elle comprend des œuvres d'artistes argentins ayant participé aux Campagnes antarctiques de 2014 et 2015, ainsi que des instruments, du matériel et équipements historiques et actuels, utilisés par les scientifiques argentins dans les bases antarctiques. Le 27 septembre, une installation baptisée « Argentina en Antártida » est inaugurée conjointement avec la Dirección Nacional del Antártico.
Fin septembre 2015, la page officielle Facebook du musée est l'objet d'attaques menées par des utilisateurs britanniques et kelpers, consistant à mettre des commentaires négatifs sur le musée et à dénigrer les commentaires positifs laissés par les visiteurs.

## Caractéristiques

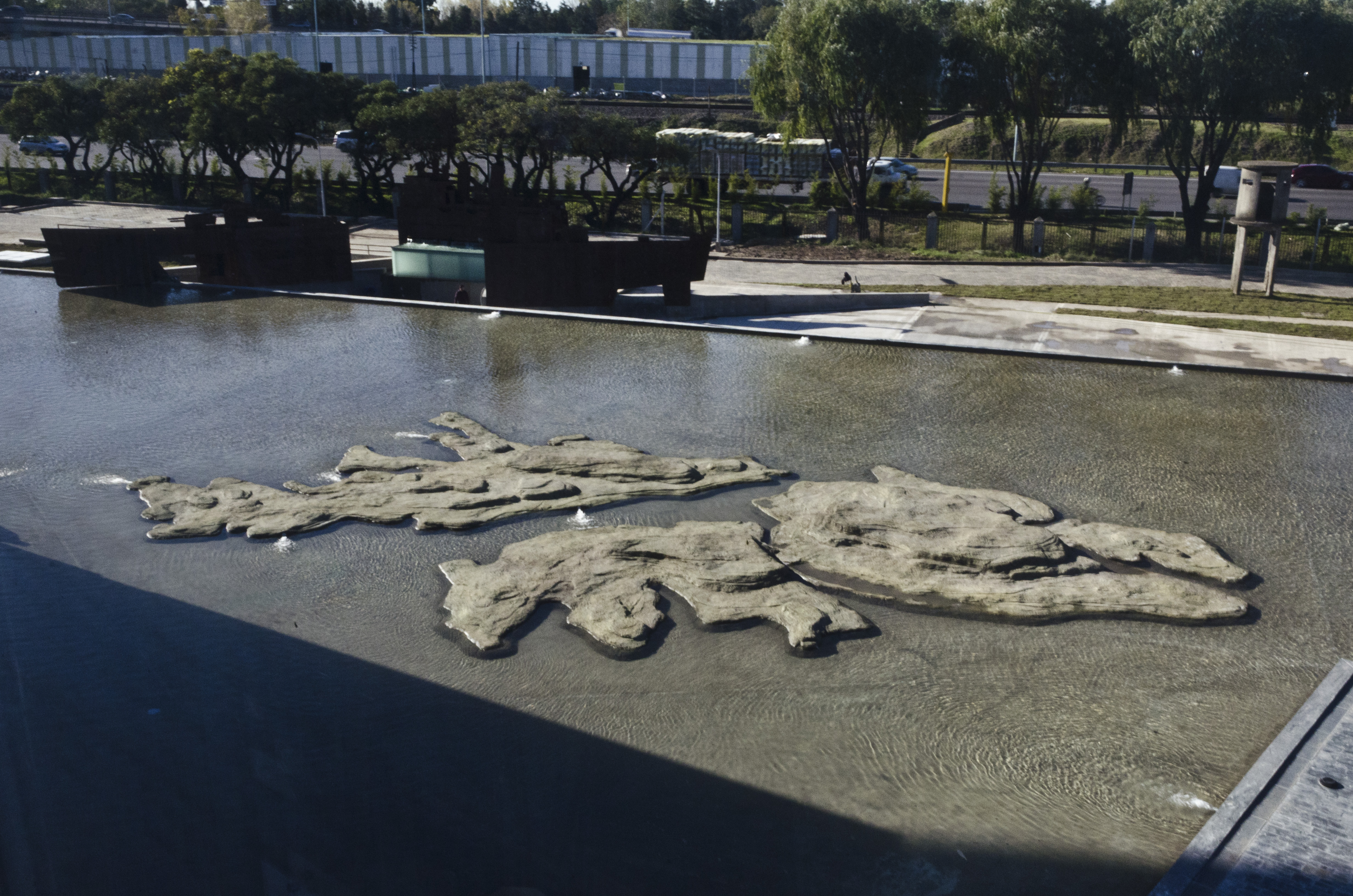
Parque de la Soberanía.

Le musée est interactif et propose, dans chacune des quatre sections qu'il comprend, des « expériences sensorielles », allant du bruit du vent caractéristique des îles à celui des avions de chasse pendant la guerre. Il comprend également un mémorial aux soldats morts pendant la guerre de 1982, sur une place ouverte à laquelle il est possible d'accéder grâce à un quai qui relie le musée à un espace à l'air libre, qui recréé la géographie et le paysage des îles, ainsi que sa faune et sa flore. L'espace possède également un lac artificiel.
La place ouverte et le lac sont connus sous le nom de Parque de la Soberanía, il représente le contour du relief des îles Malouines, avec la silhouette du croiseur ARA General Belgrano. À l'extérieur, se trouve un mât au sommet duquel flotte un grand drapeau argentin qu'il est possible de voir à plusieurs kilomètres de distance.
Le bâtiment du musée comporte trois niveaux. Ses expositions permanentes et temporaires rendent hommage à des personnes, principalement argentines, ayant pris part à l'histoire des îles Malouines, décrivent les aspects naturels (flore et faune) et géographiques de l'archipel, le présentant comme le prolongement insulaire de la Patagonie. Certaines salles proposent des supports audiovisuels, des écrans à cristaux liquides et tactiles. Des objets historiques, des textes littéraires, des images, des peintures, cartes postales et documents historiques et sonores, des photographies ainsi que des cartes et plans sont exposés. Dans la partie historique, des espaces sont consacrés à la guerre de 1982, ainsi qu'à la occupation de 1833 et les résolutions des Nations-Unies sur le conflit territorial.
Le musée abrite également le « bar Puerto Rivero », nom donné à Port Stanley en 1966 lors de l'opération Condor en honneur au Gaucho Rivero, et une salle pour les enfants « La Asombrosa Excursión de Zamba en el Museo de las Islas Malvinas » installée par le chaîne Pakapaka.
Depuis le 28 août 2015, l'auditorium du musée a été baptisé Orlando Gustavo Pascua, en hommage à l'un des soldats argentins de la guerre des Malouines.

## Galerie

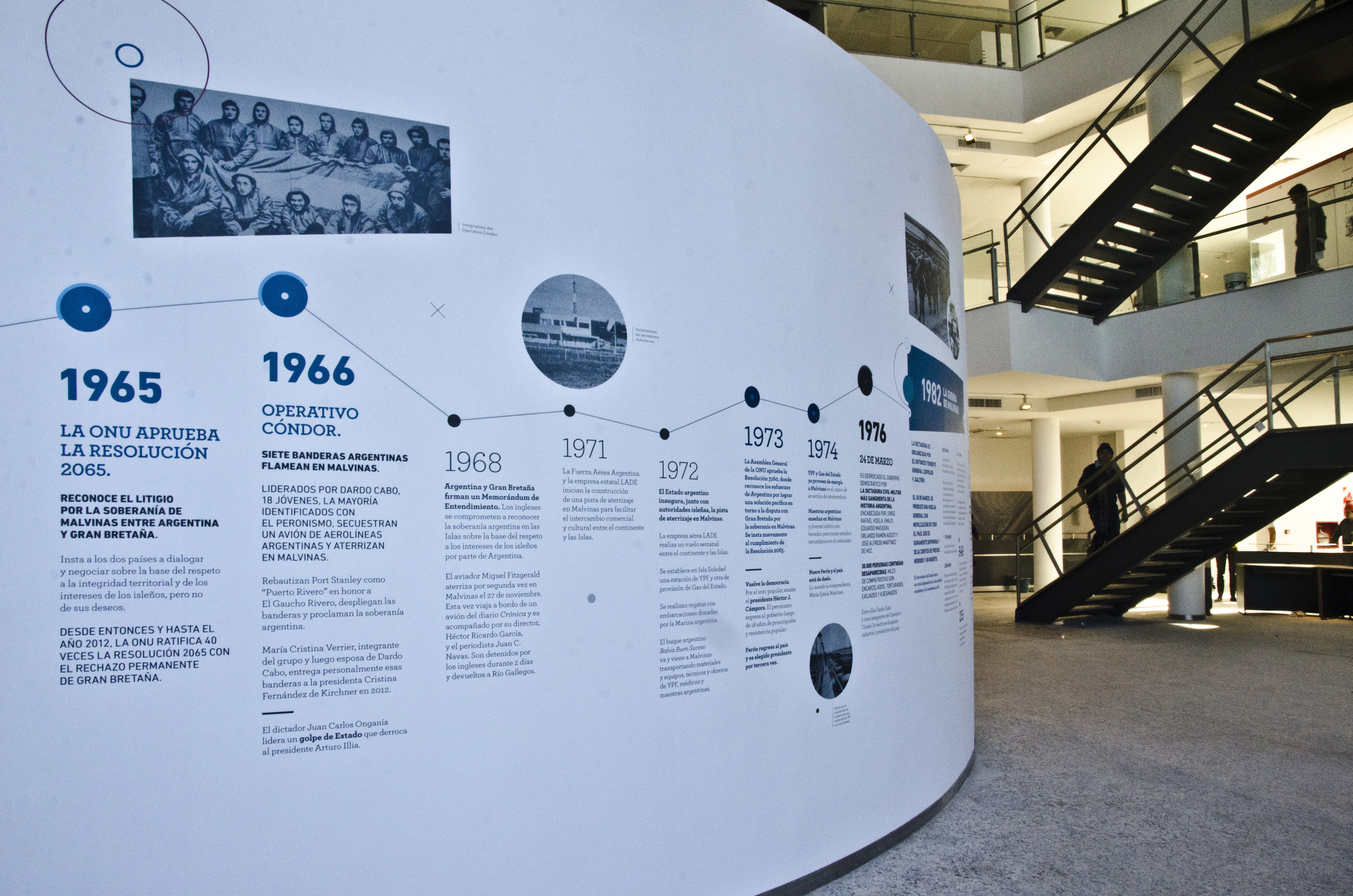
Mur sur les négociations pour le transfert de la souveraineté des îles Malouines (es).
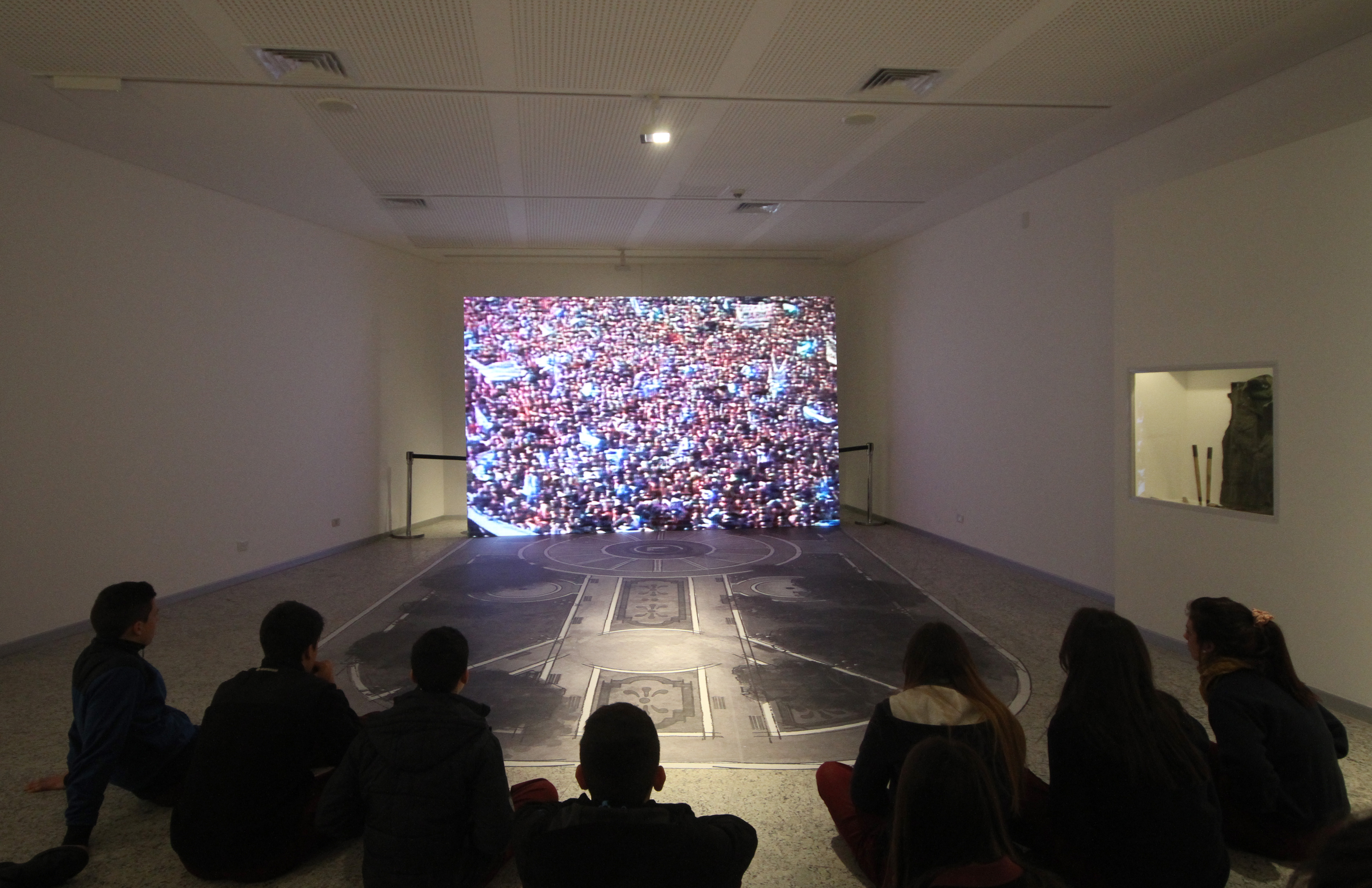
Projection d'une vidéo.
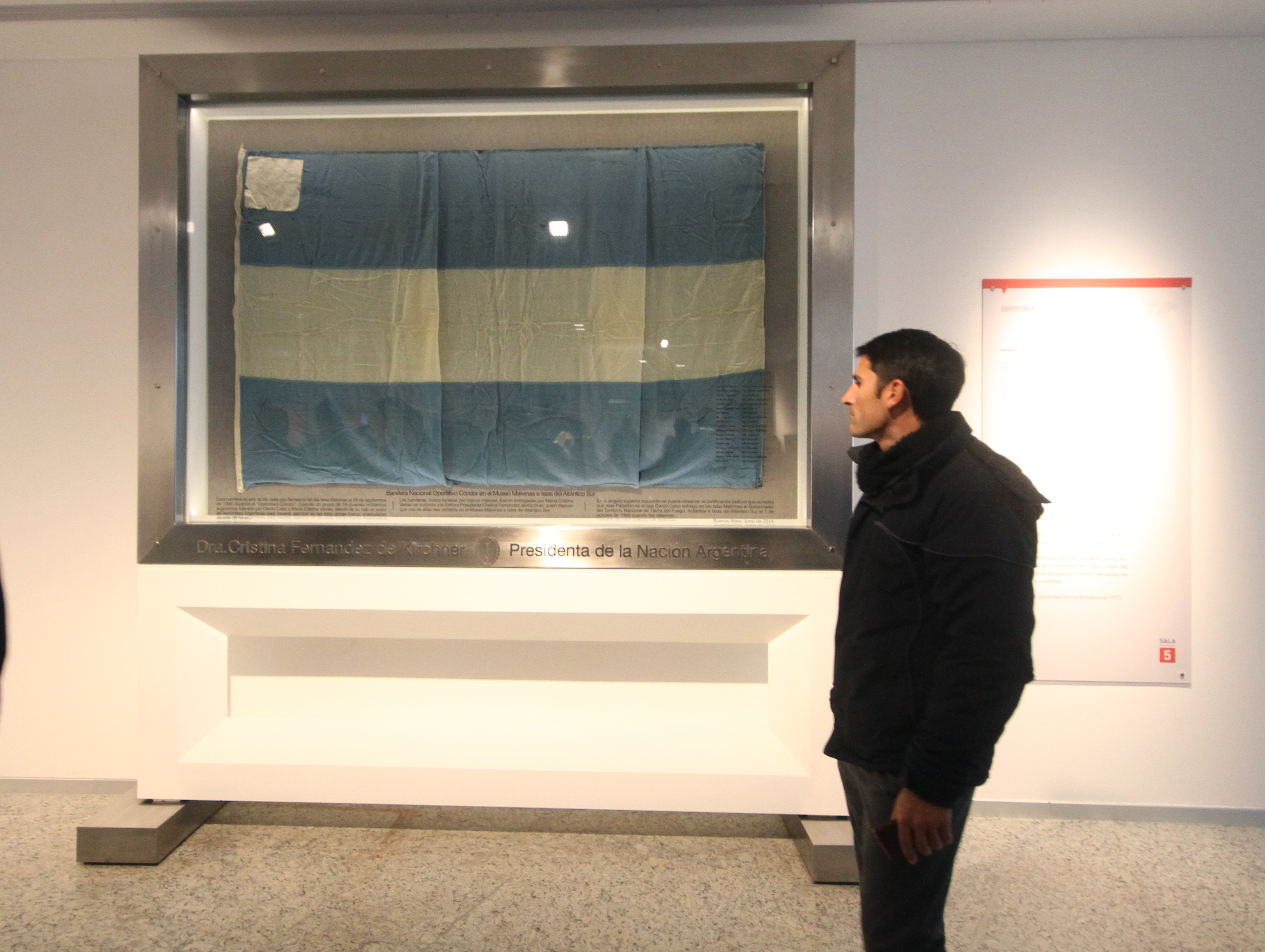
Drapeau de l'opération Condor de 1966.
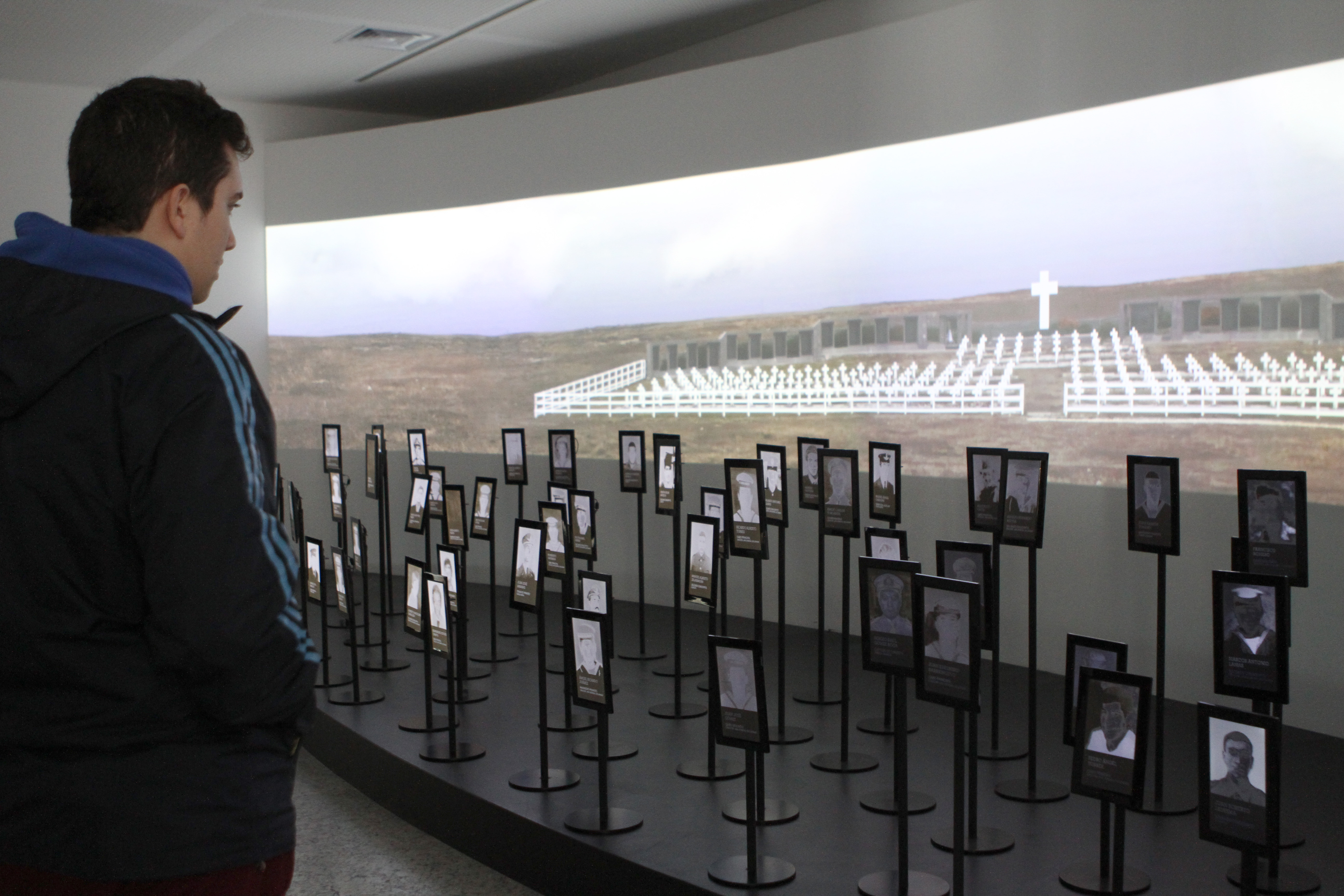
Mémorial du cimetière militaire argentin de Darwin.
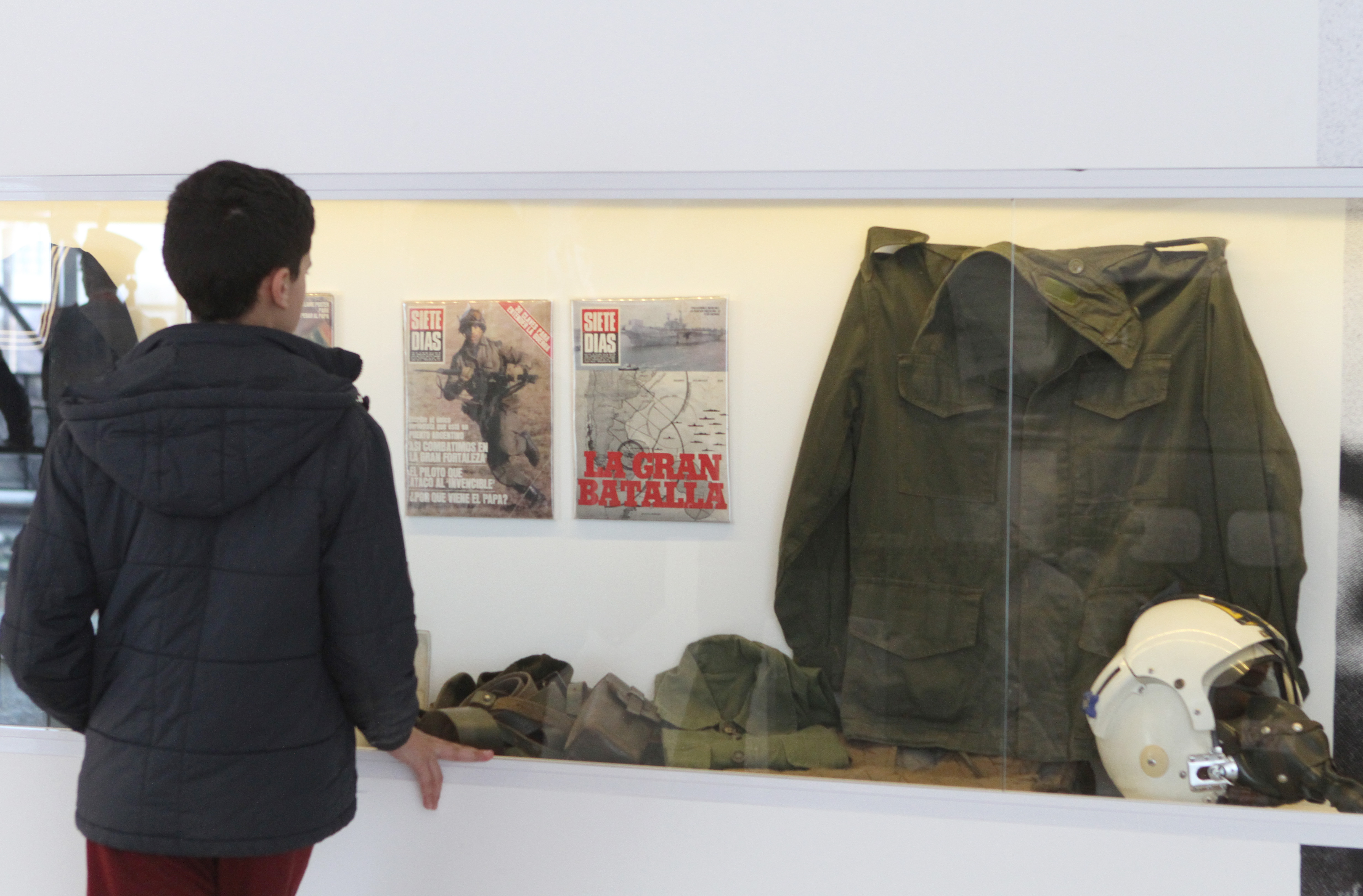
Exposition sur la guerre de 1982.
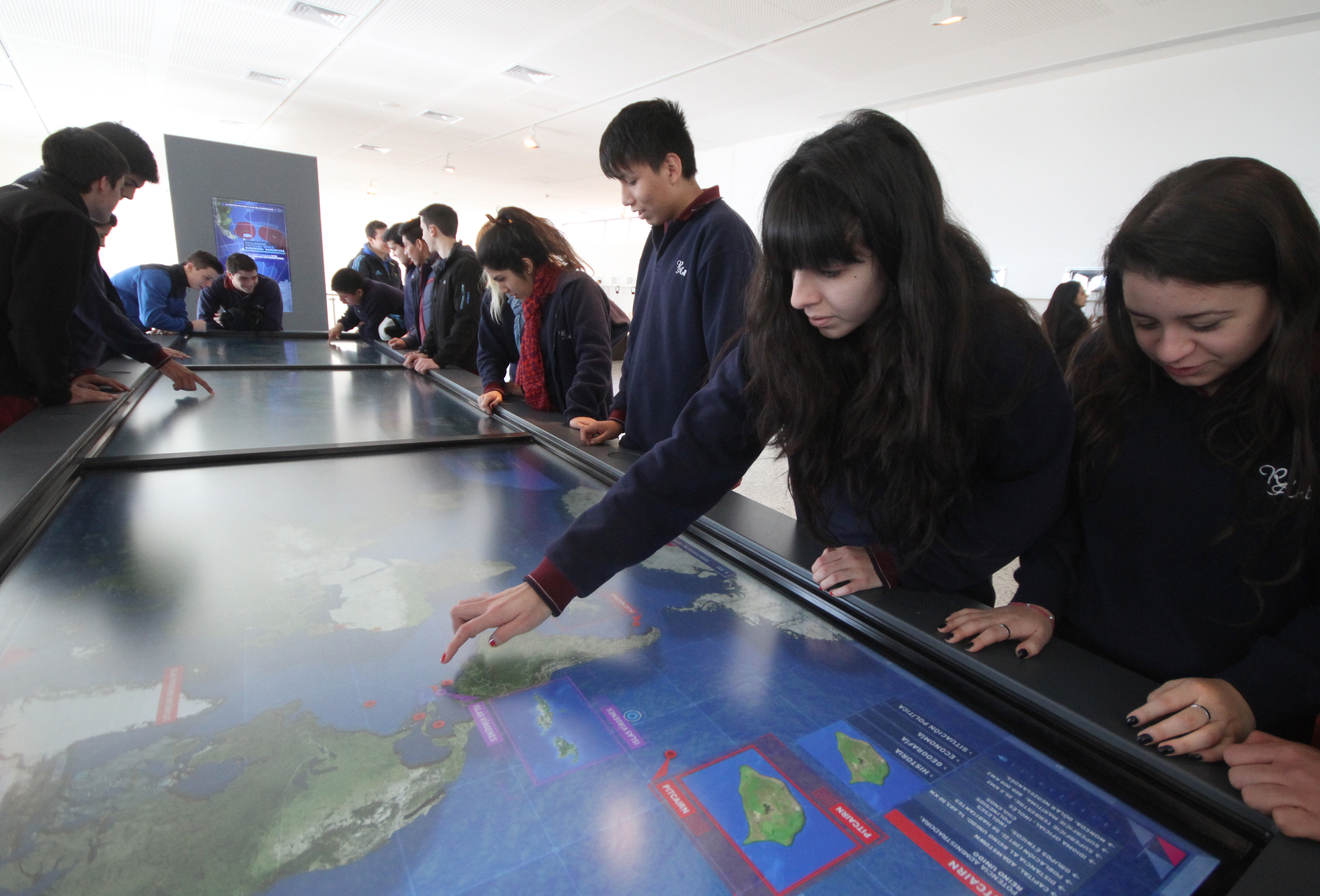
Écrans tactiles.
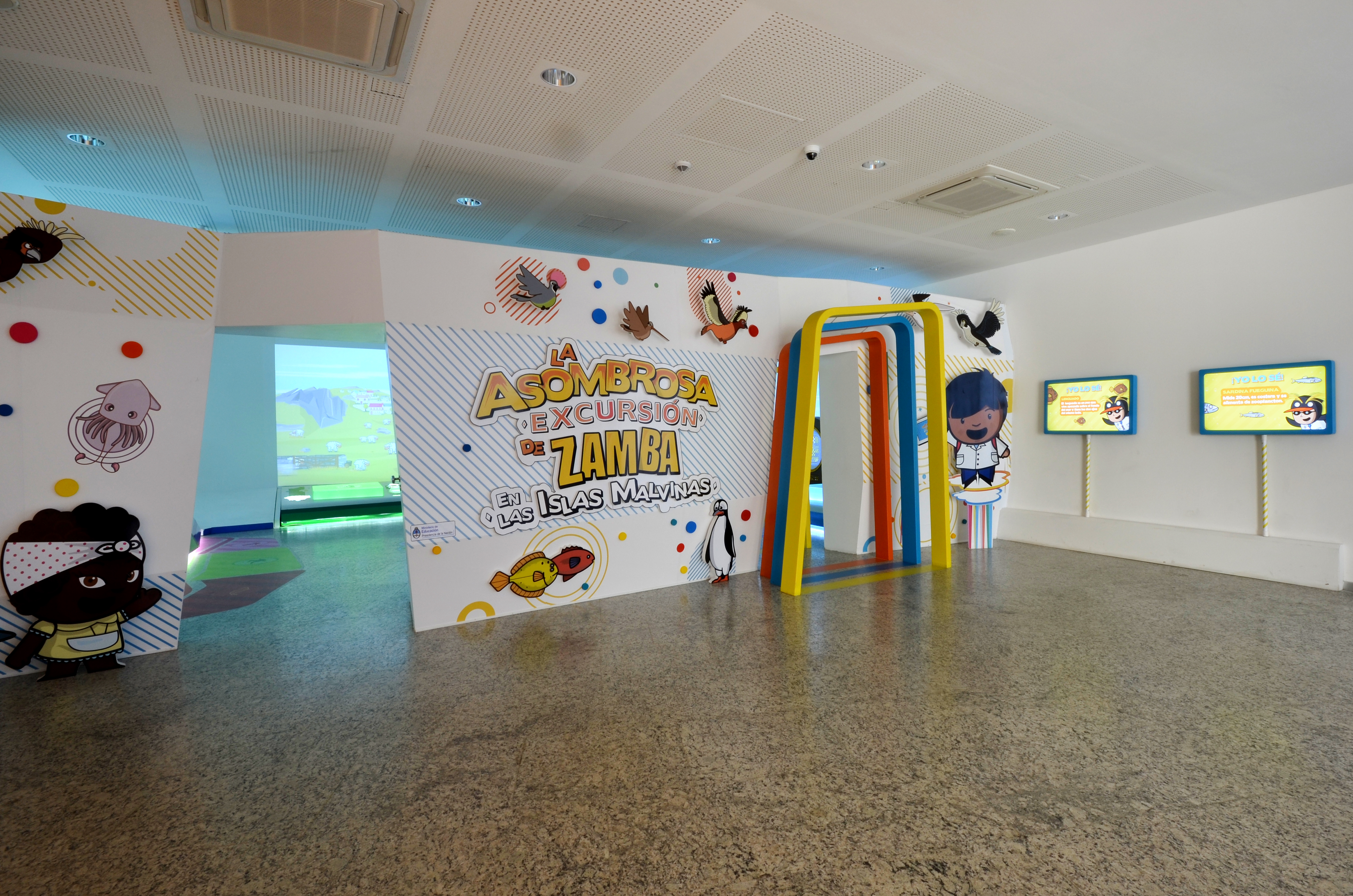
Secteur pour les enfants.
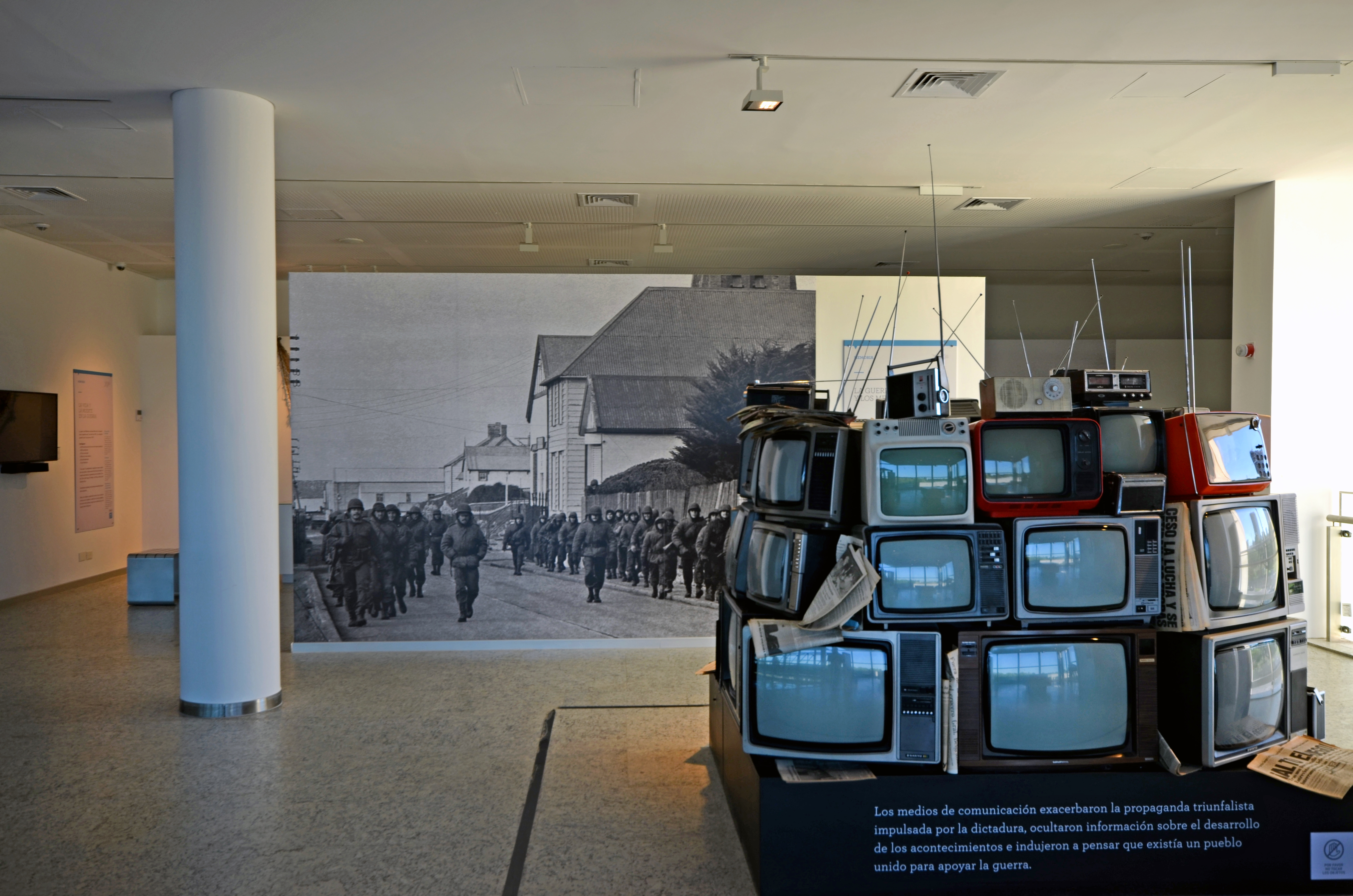
Salle sur la guerre des Malouines.
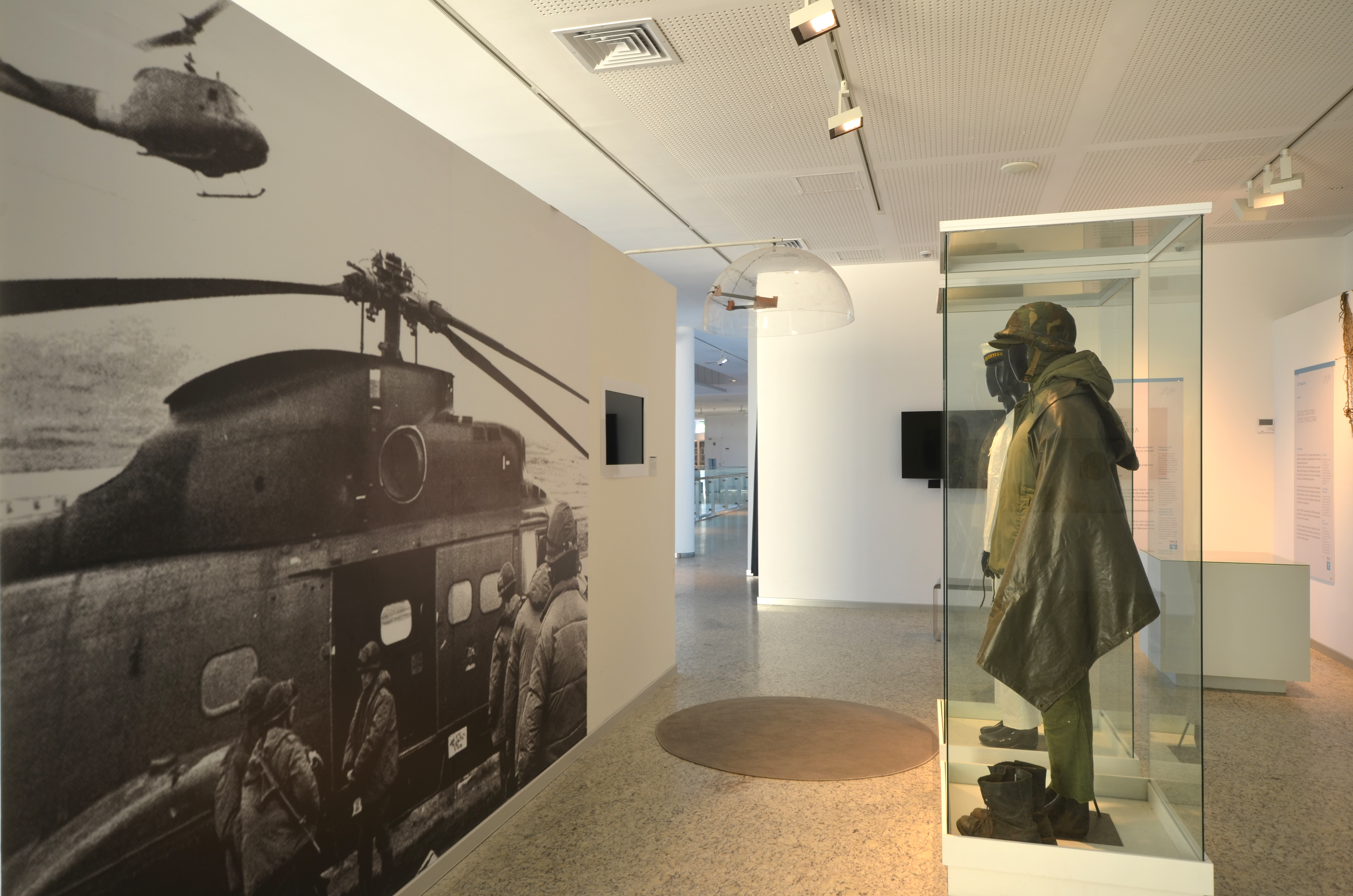
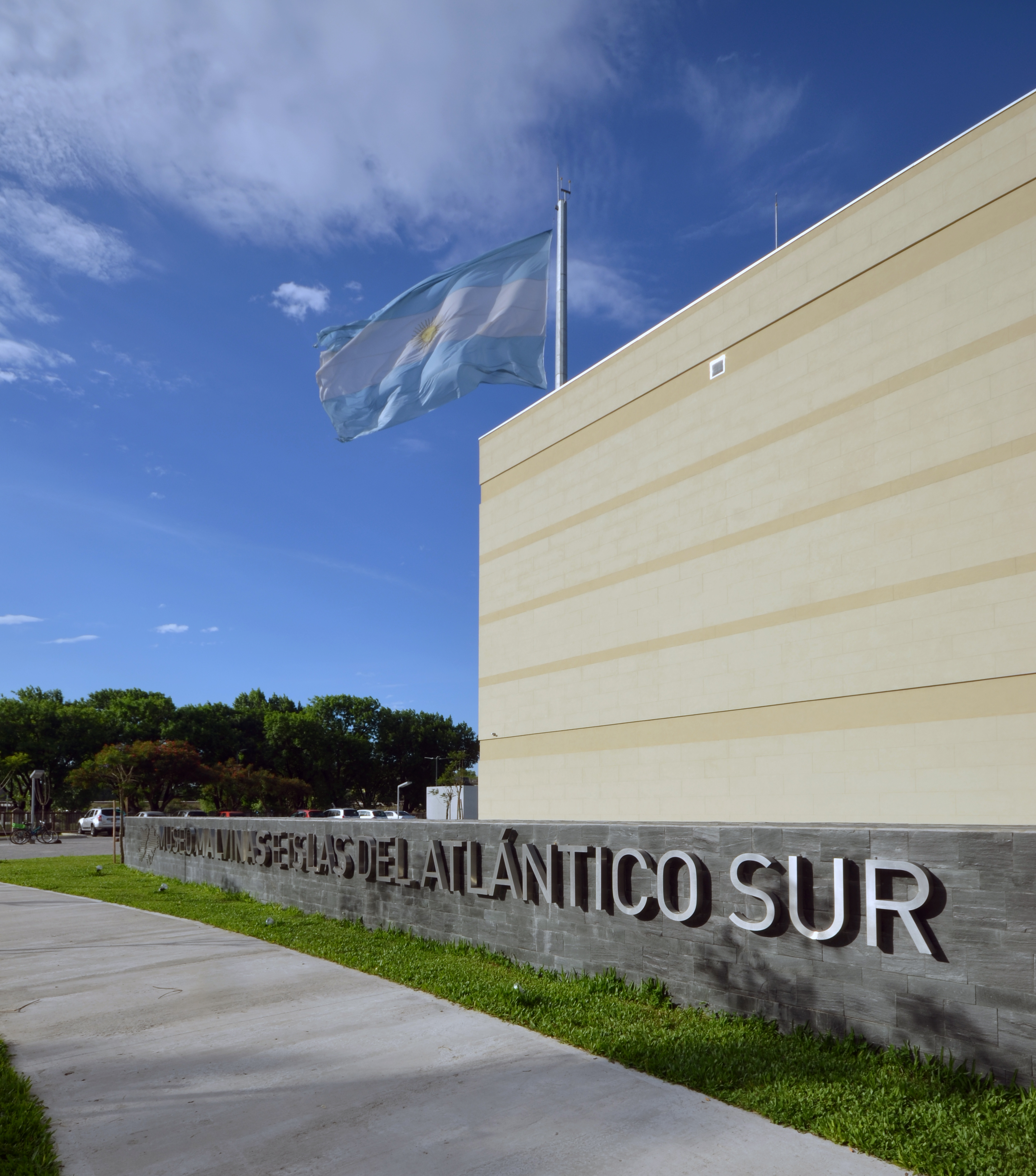
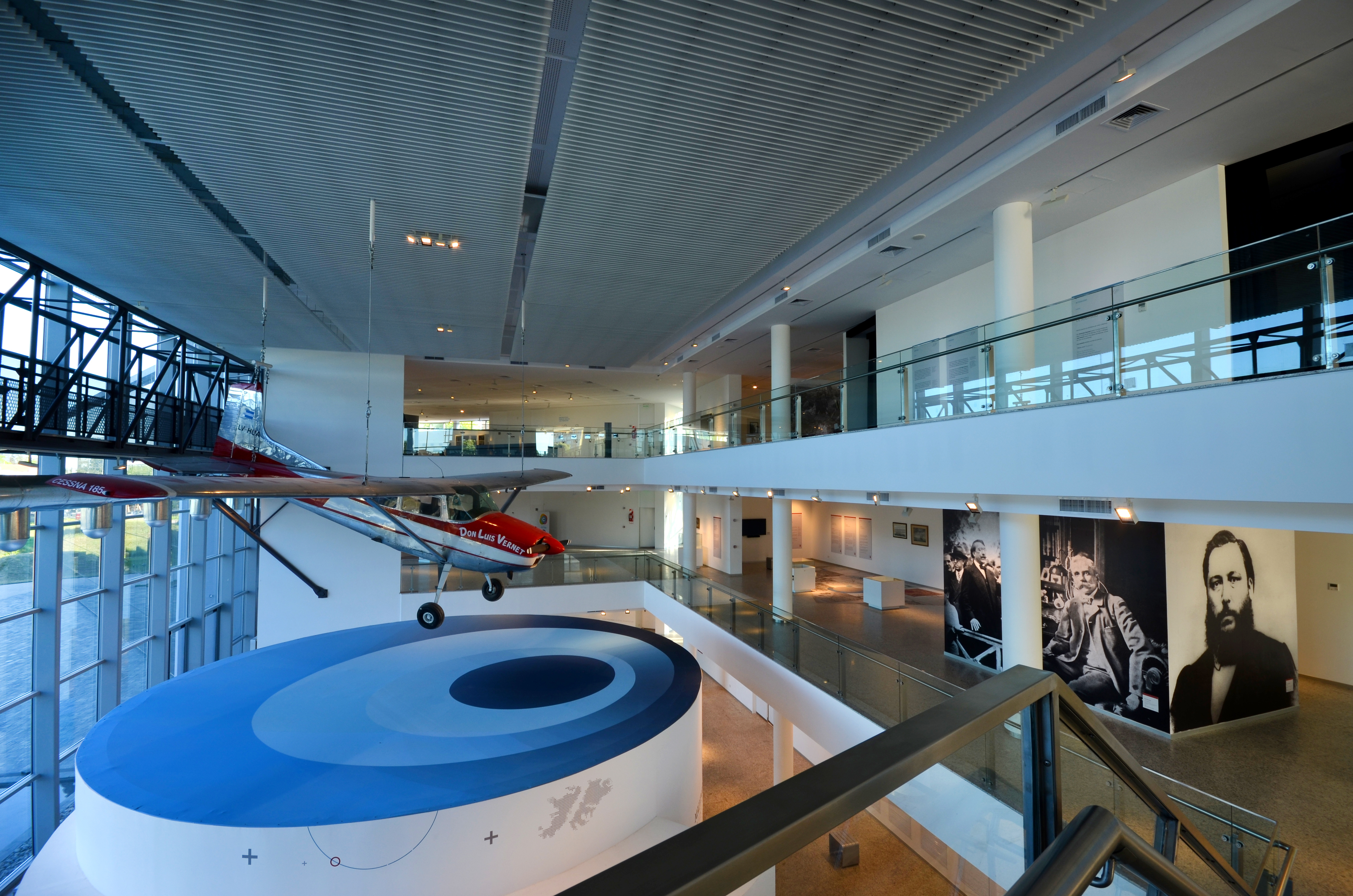
Intérieur.
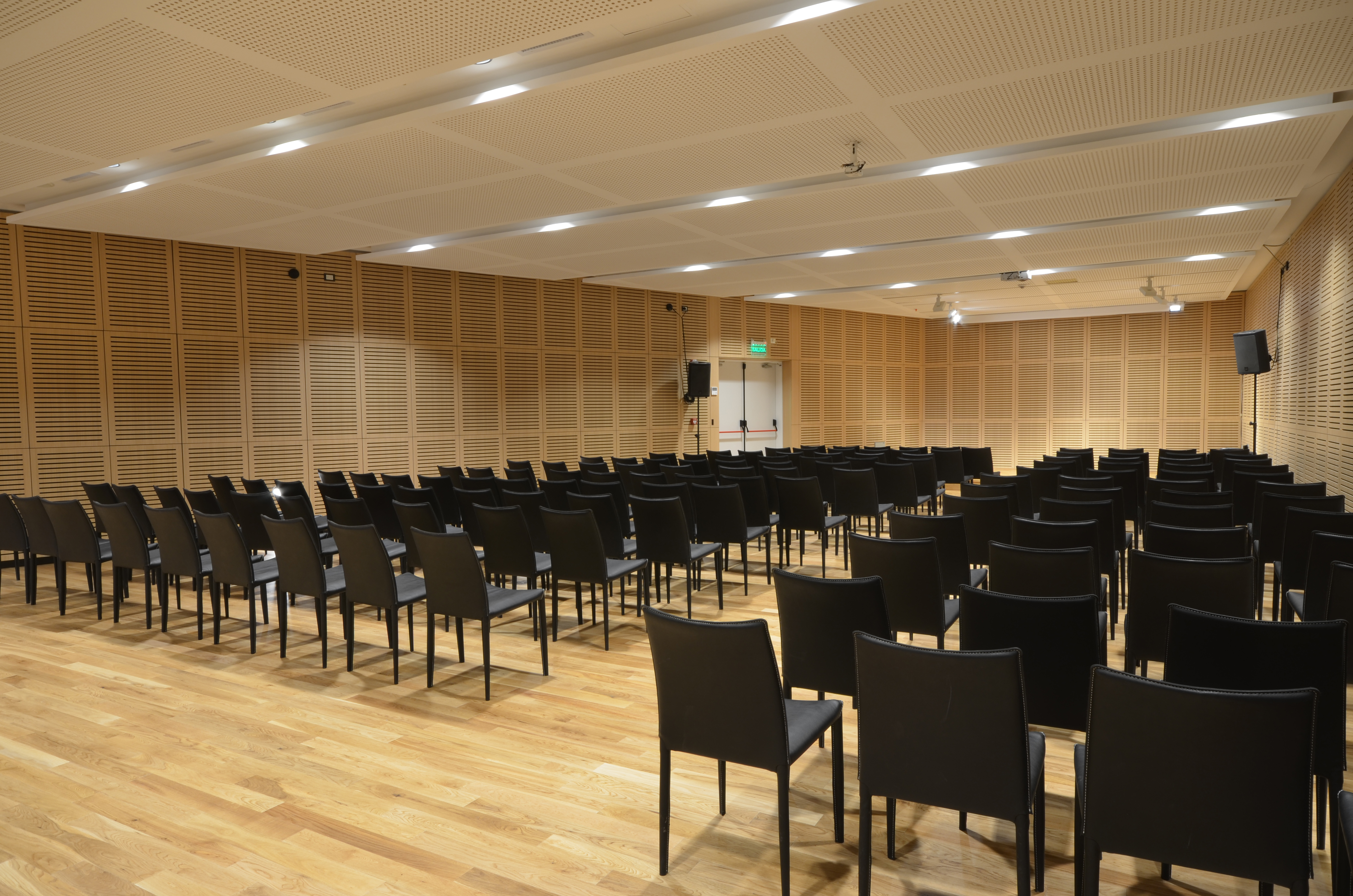
Salon.
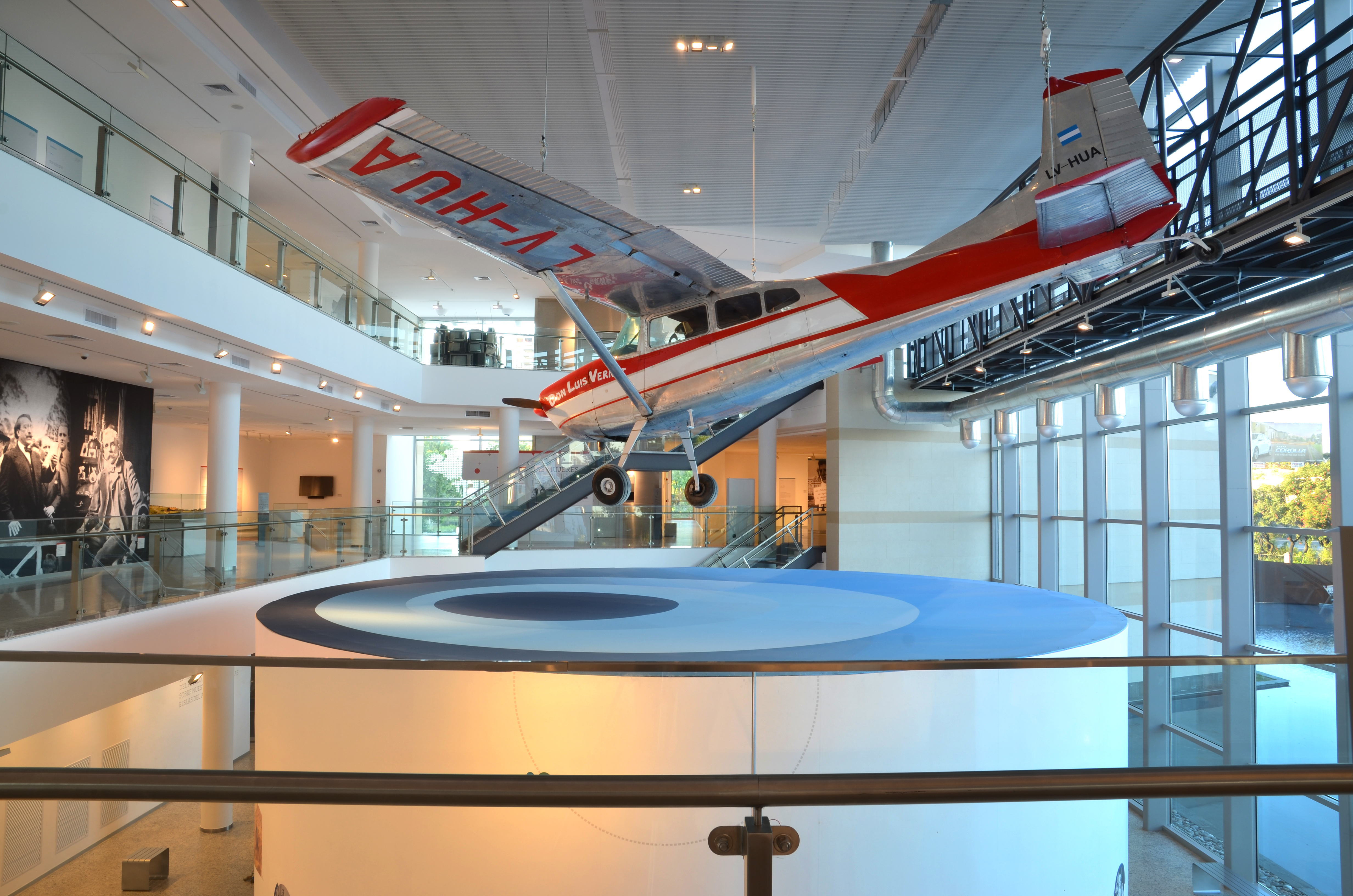
Avion de Miguel Fitzgerald.
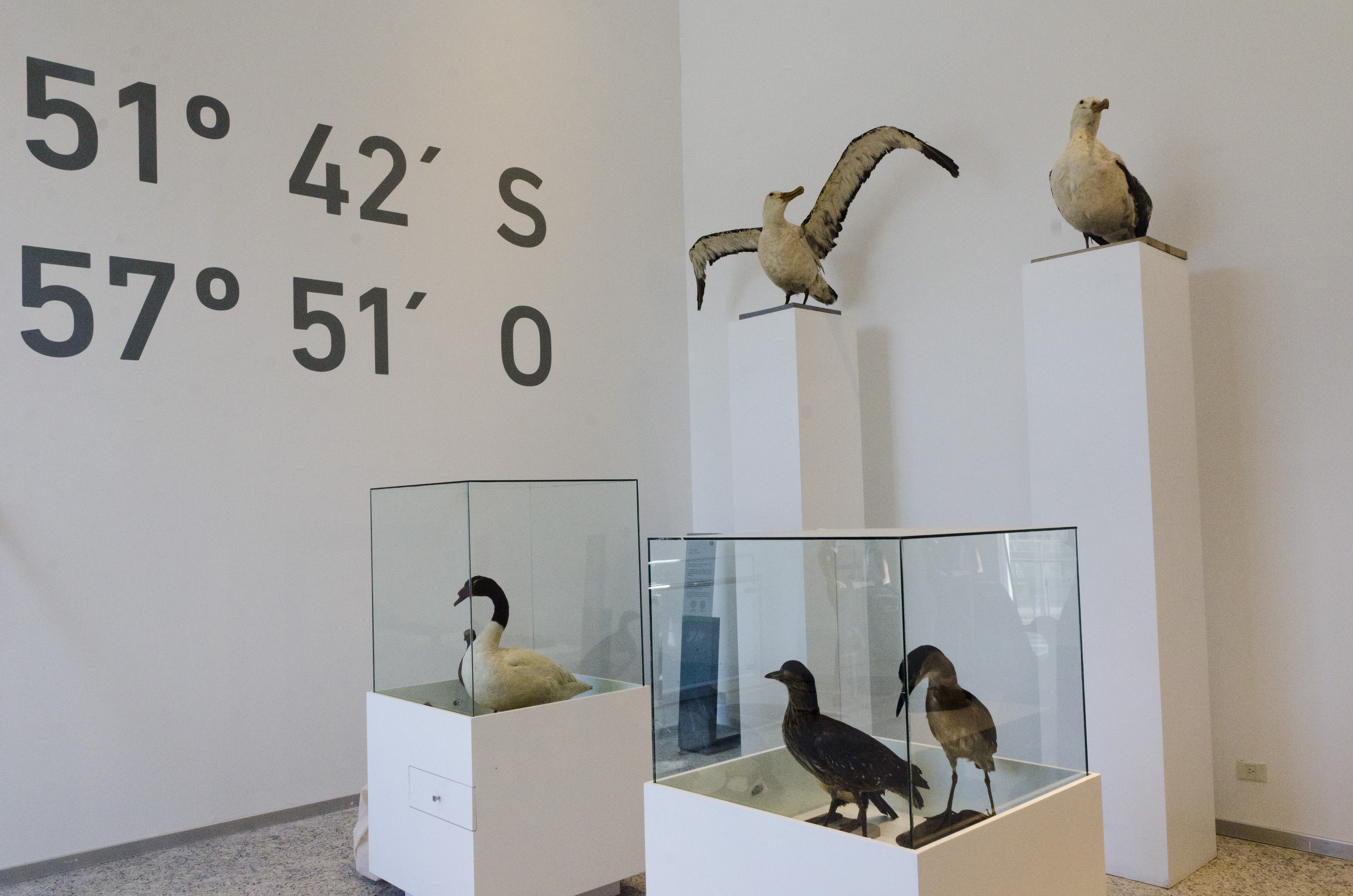
Faune des îles.
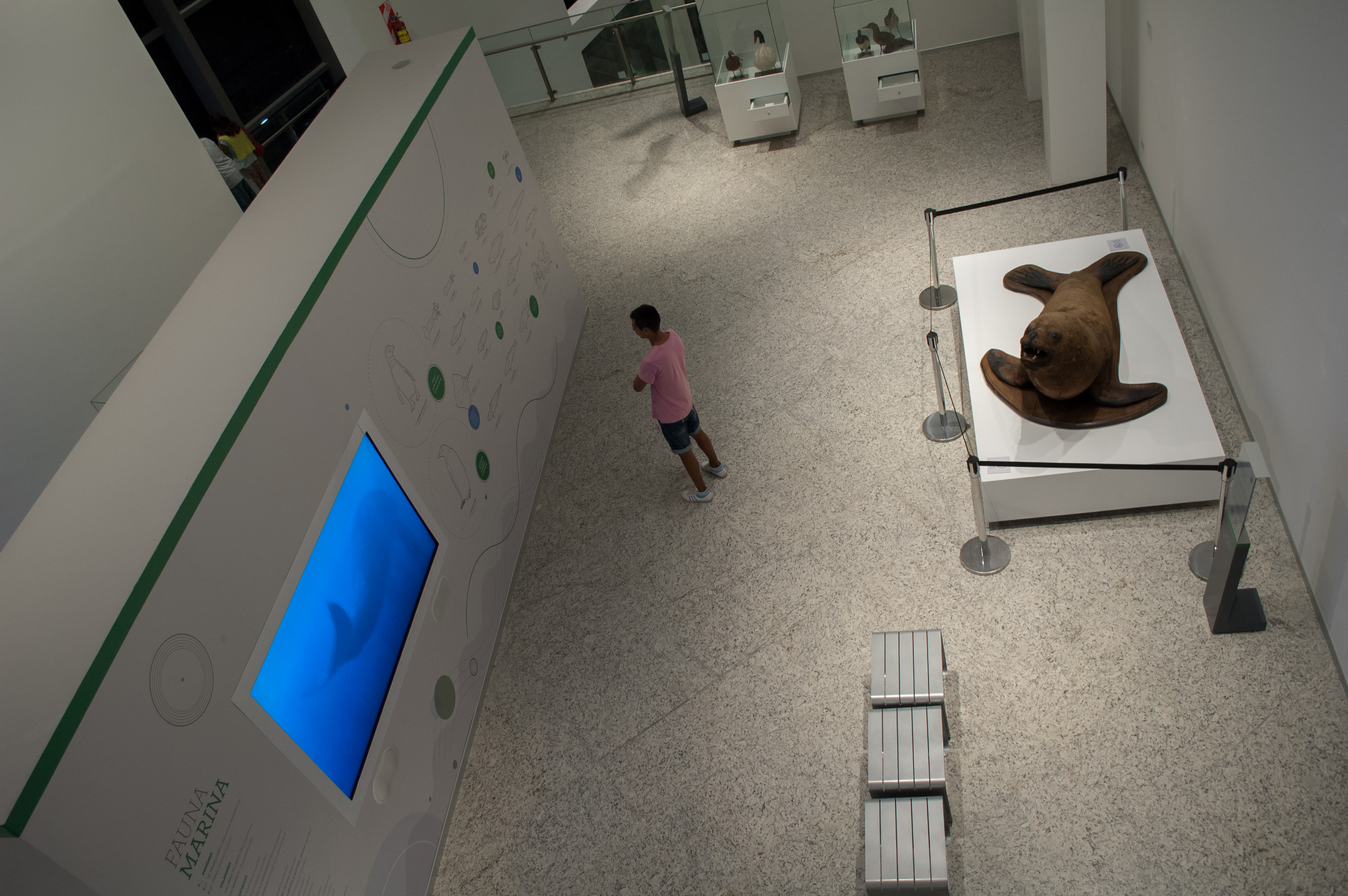
Secteur sur la faune marine.
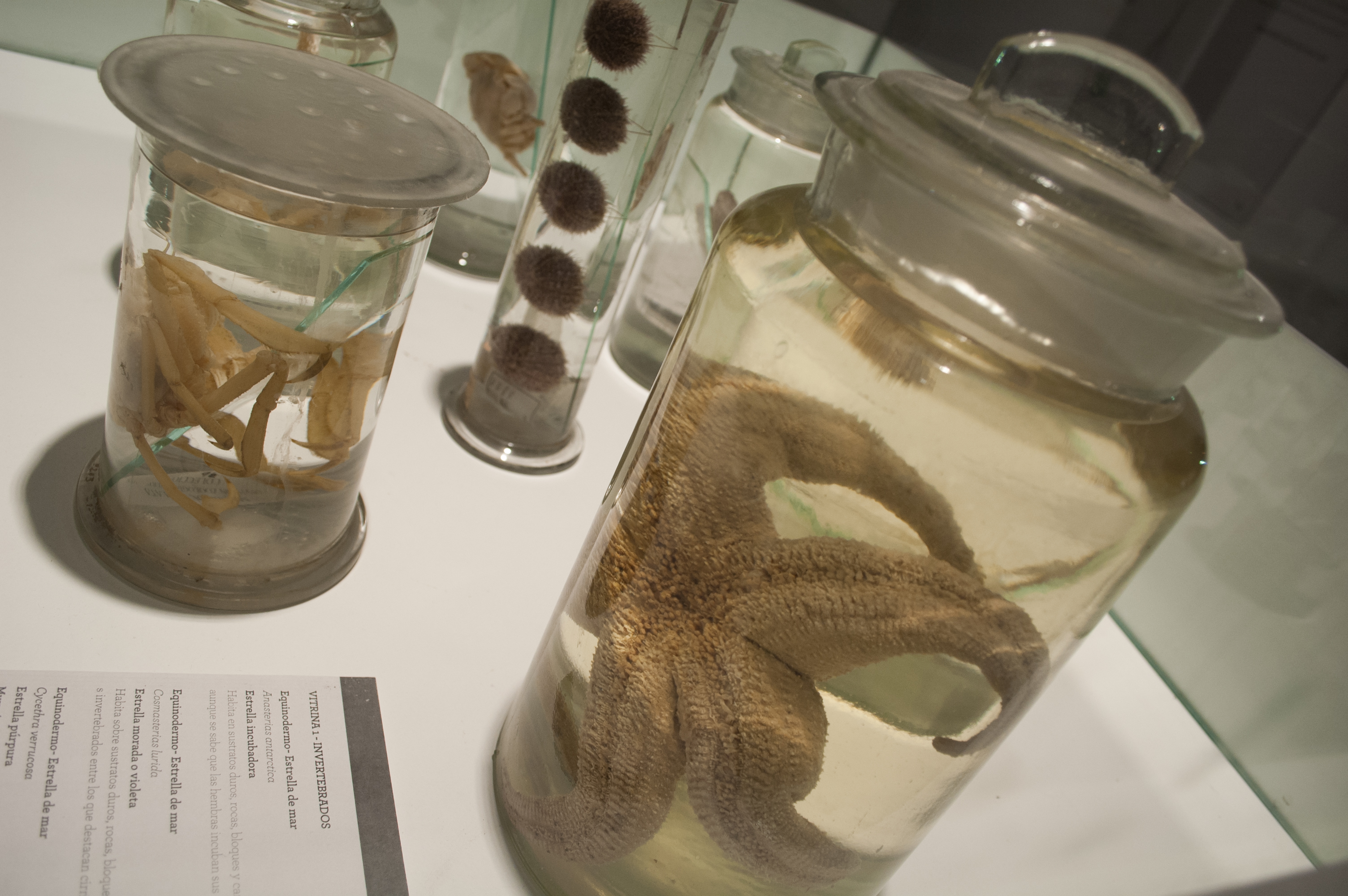
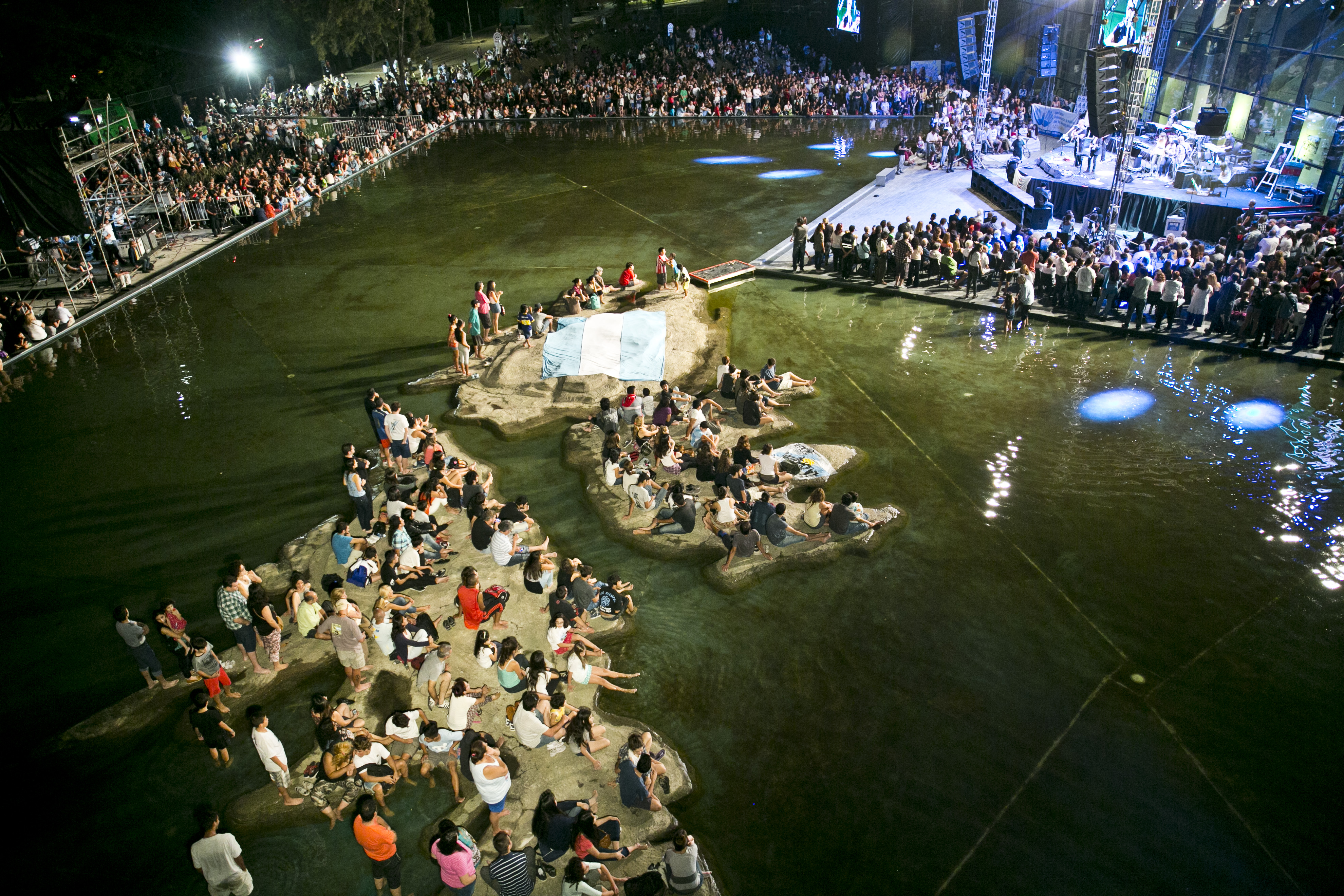
Événement dans le parc du musée.
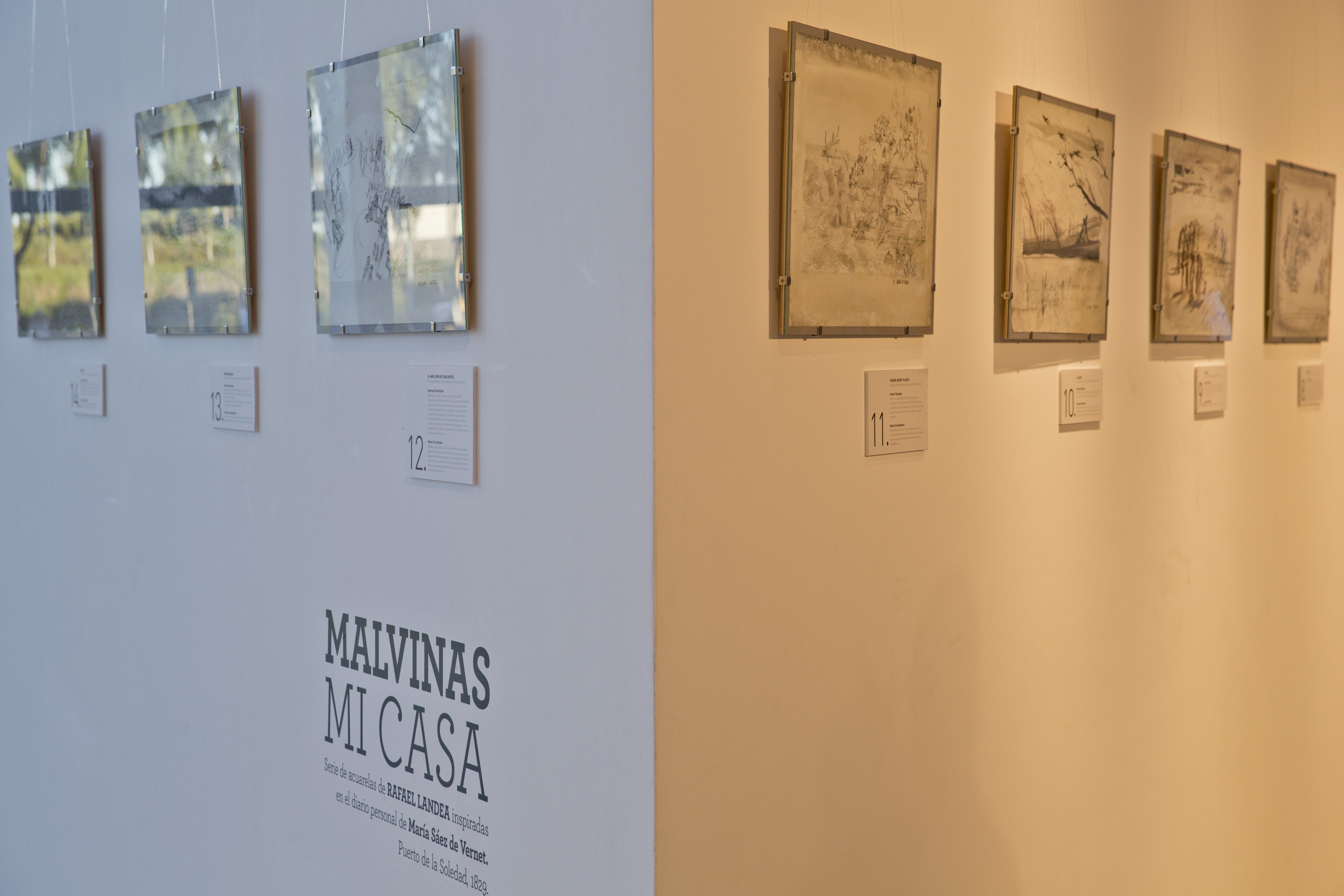
Peintures basées sur le Diario de 1829 en Malvinas de María Sáez de Vernet.
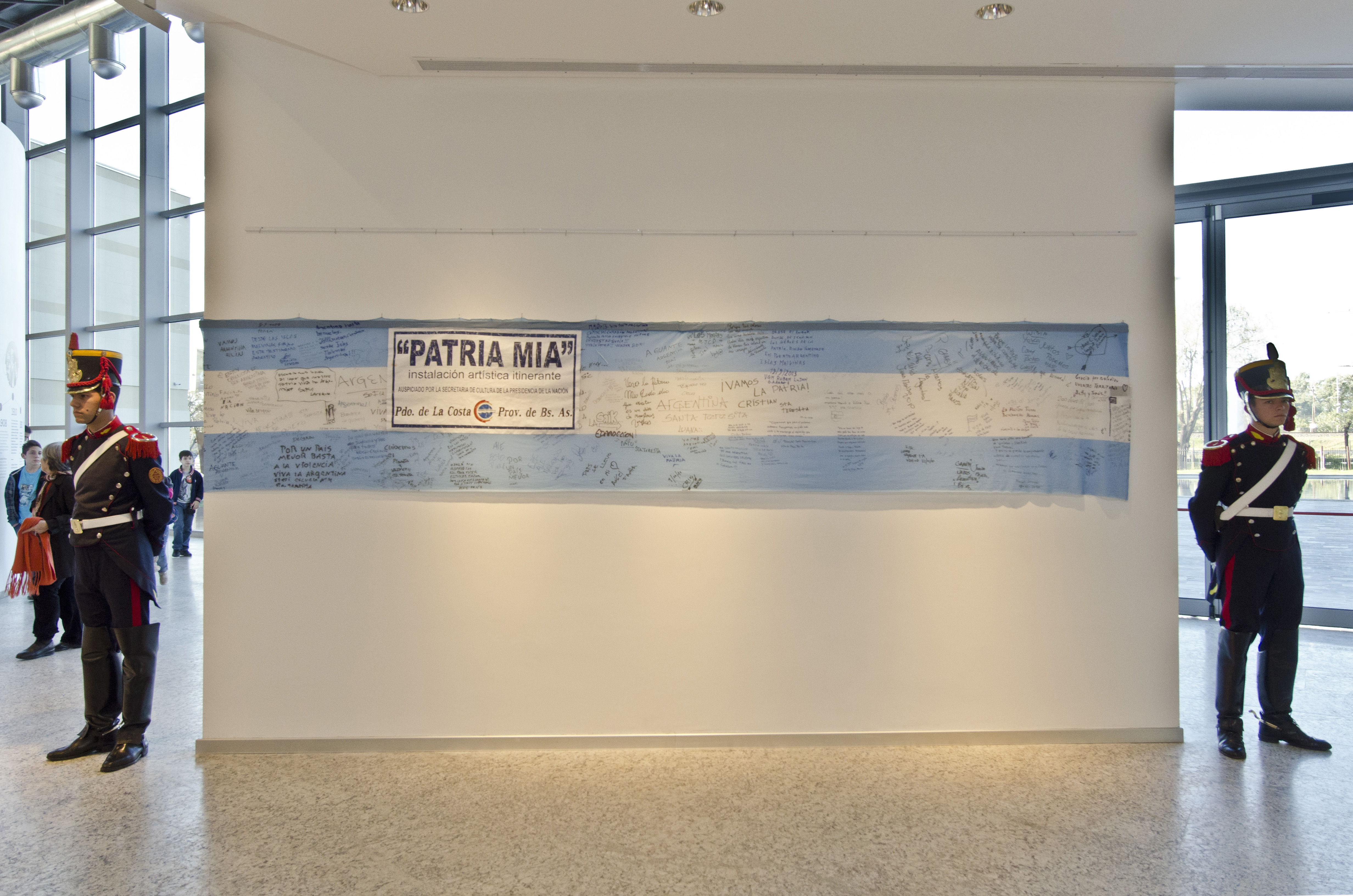
Drapeau Patria Mía.
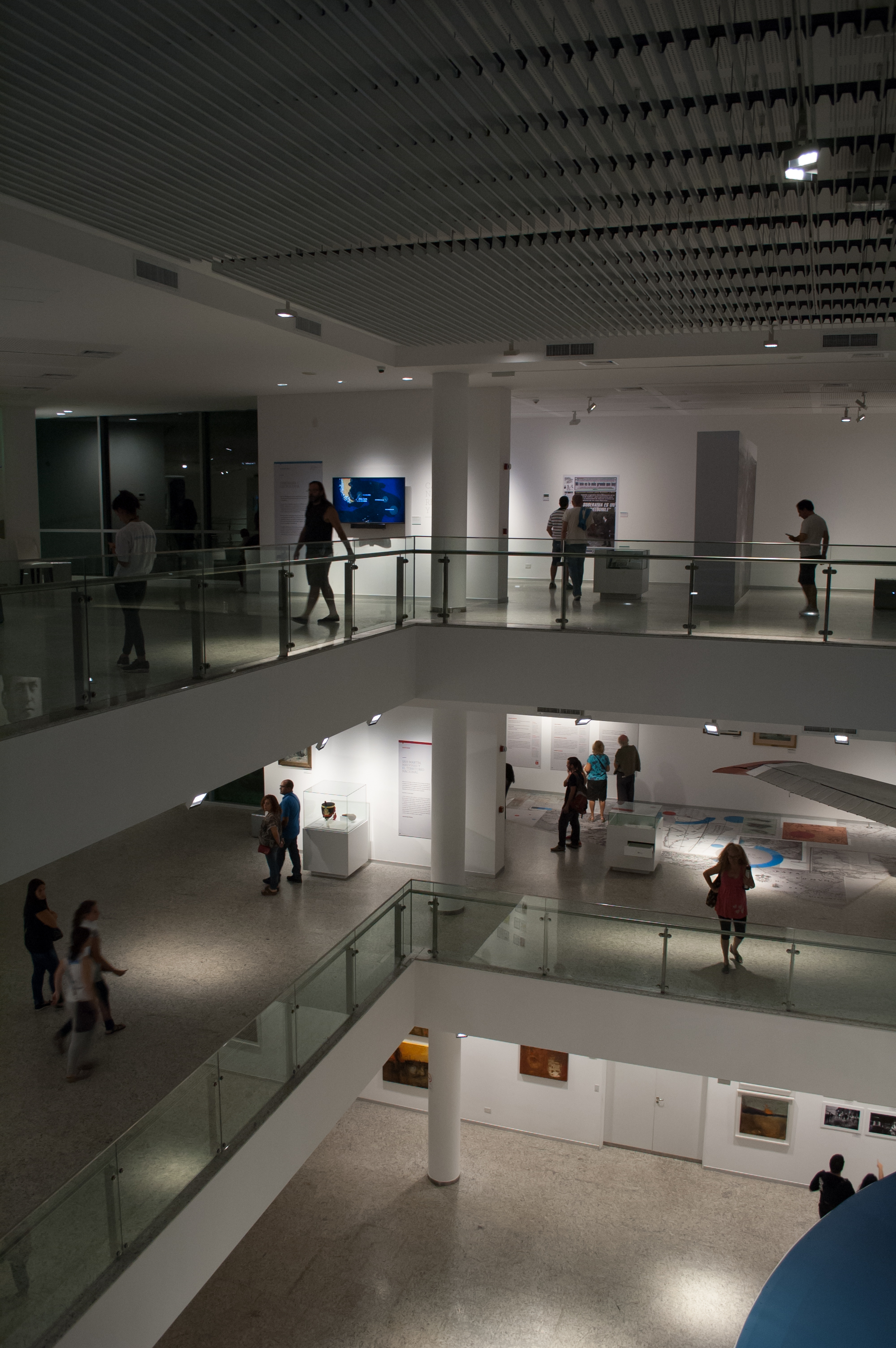
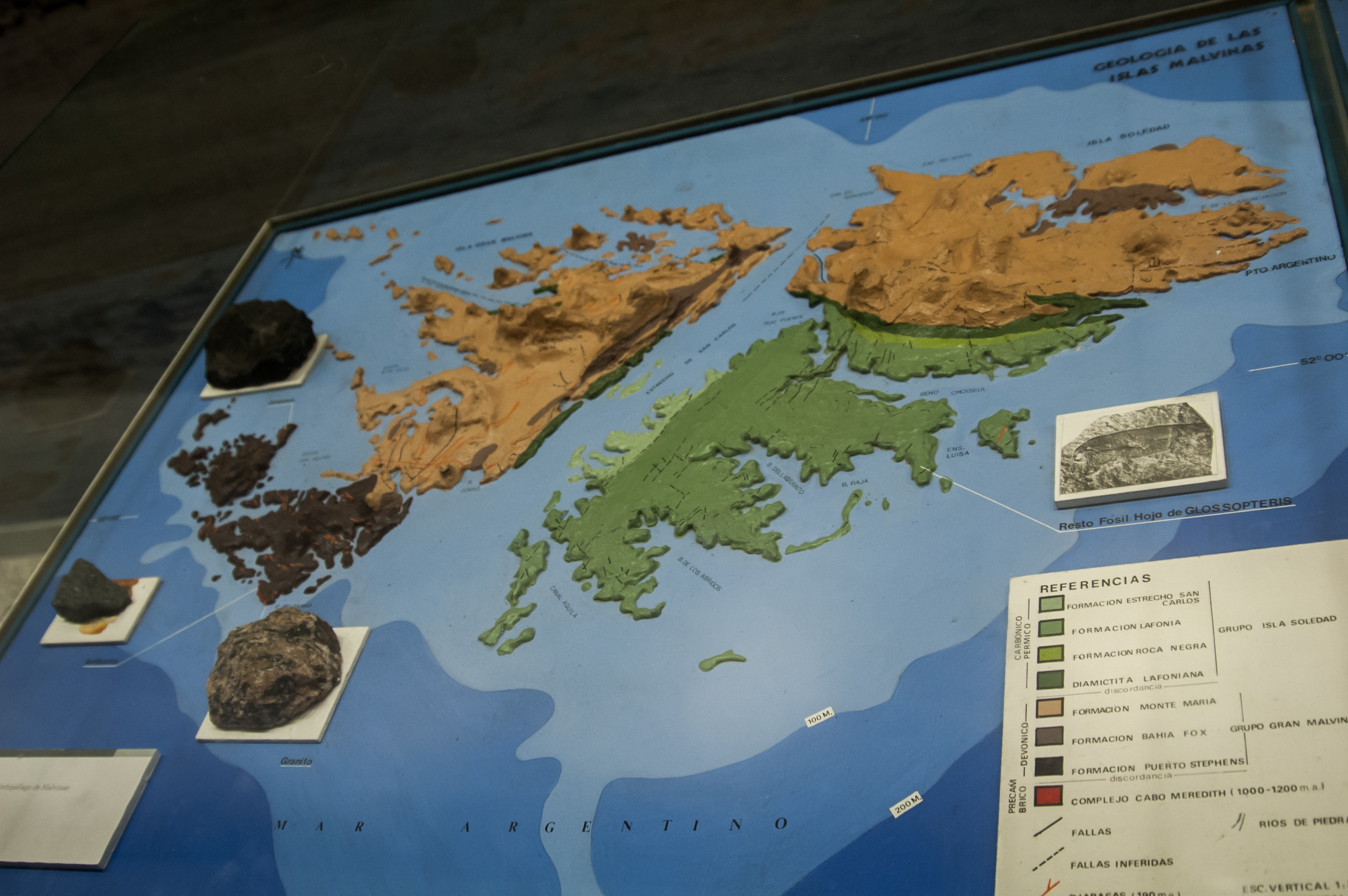
Carte géologique des îles.
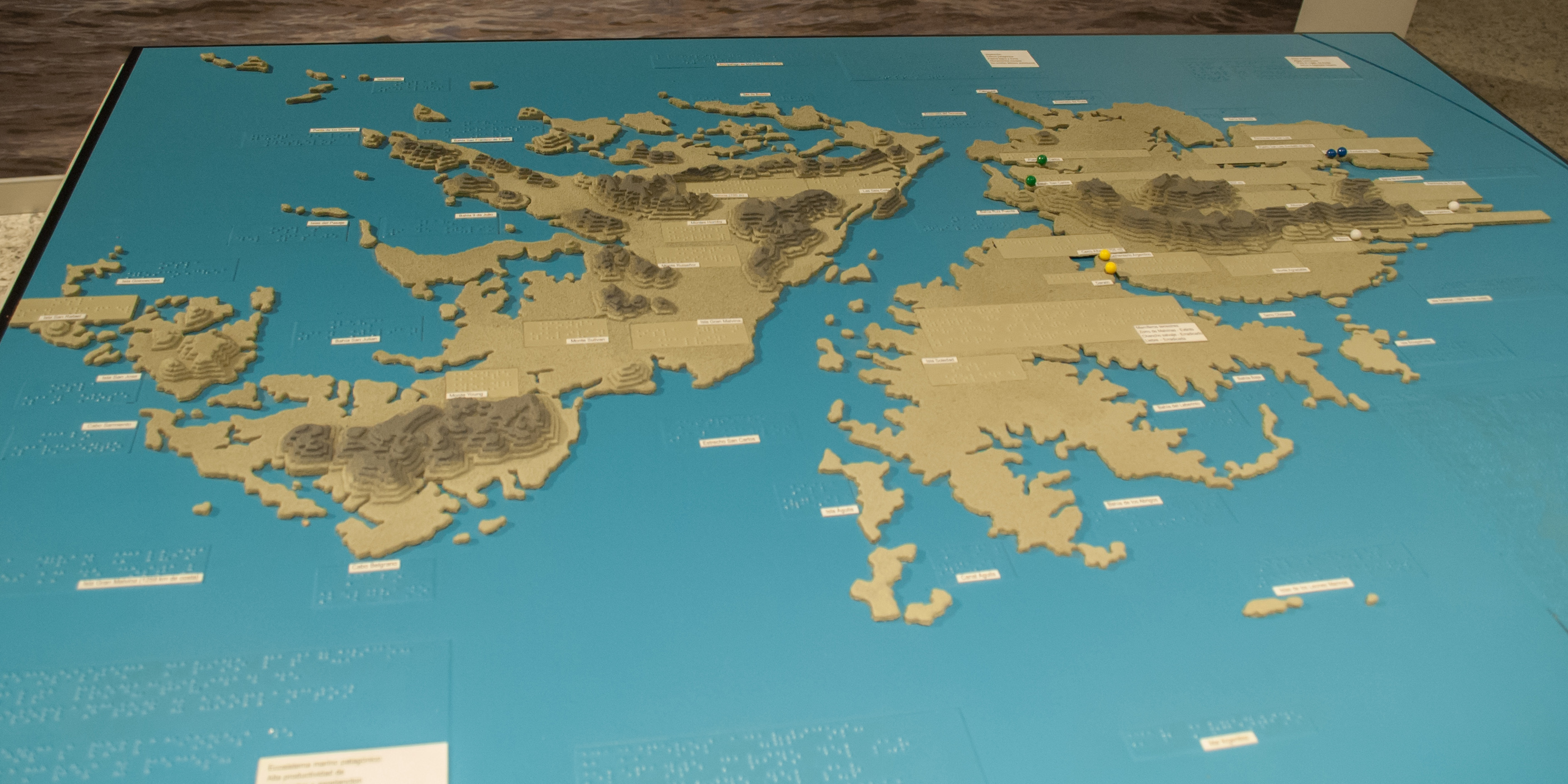
Maquette de la géographie des îles.
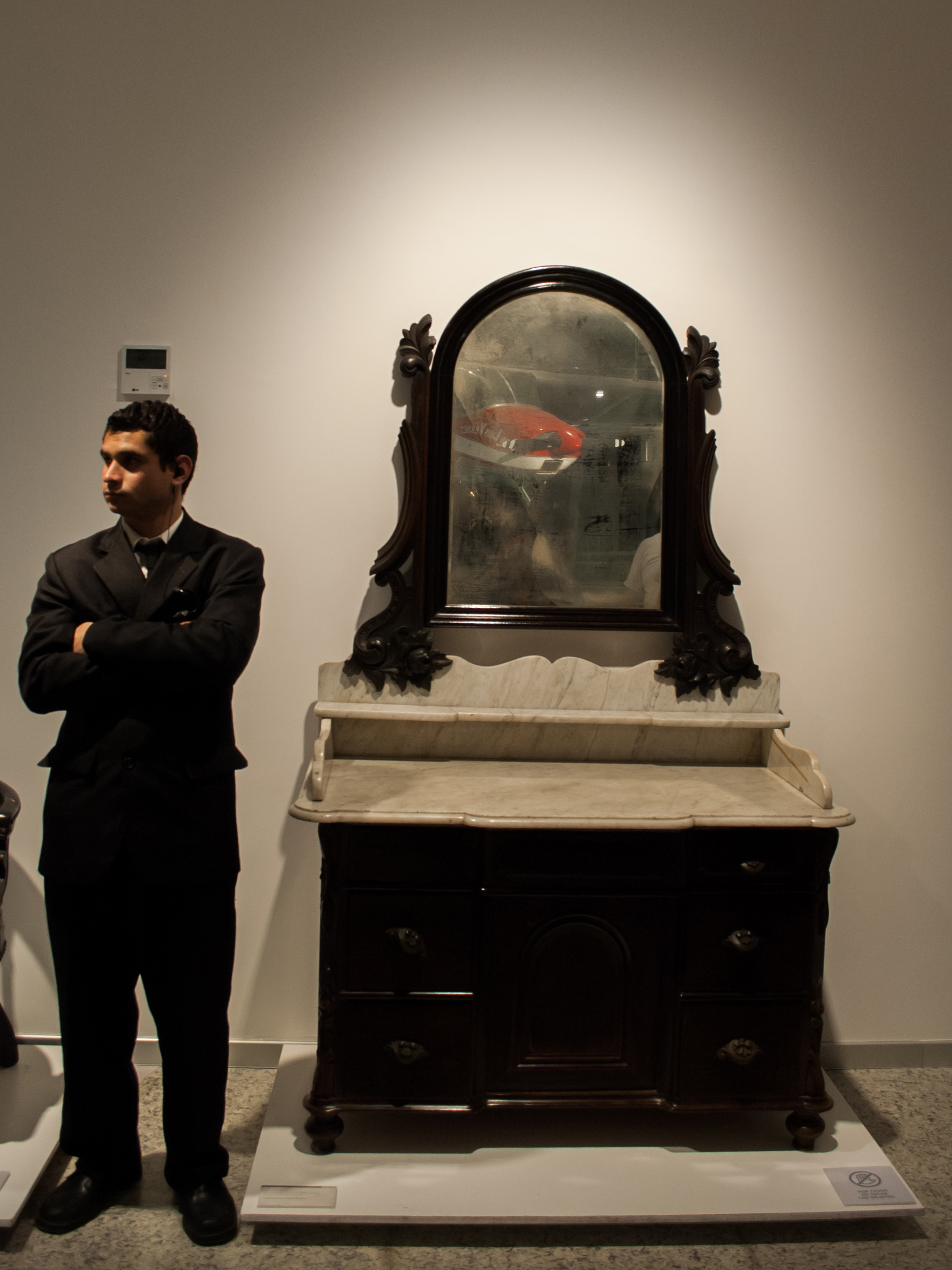
Mobilier historique.
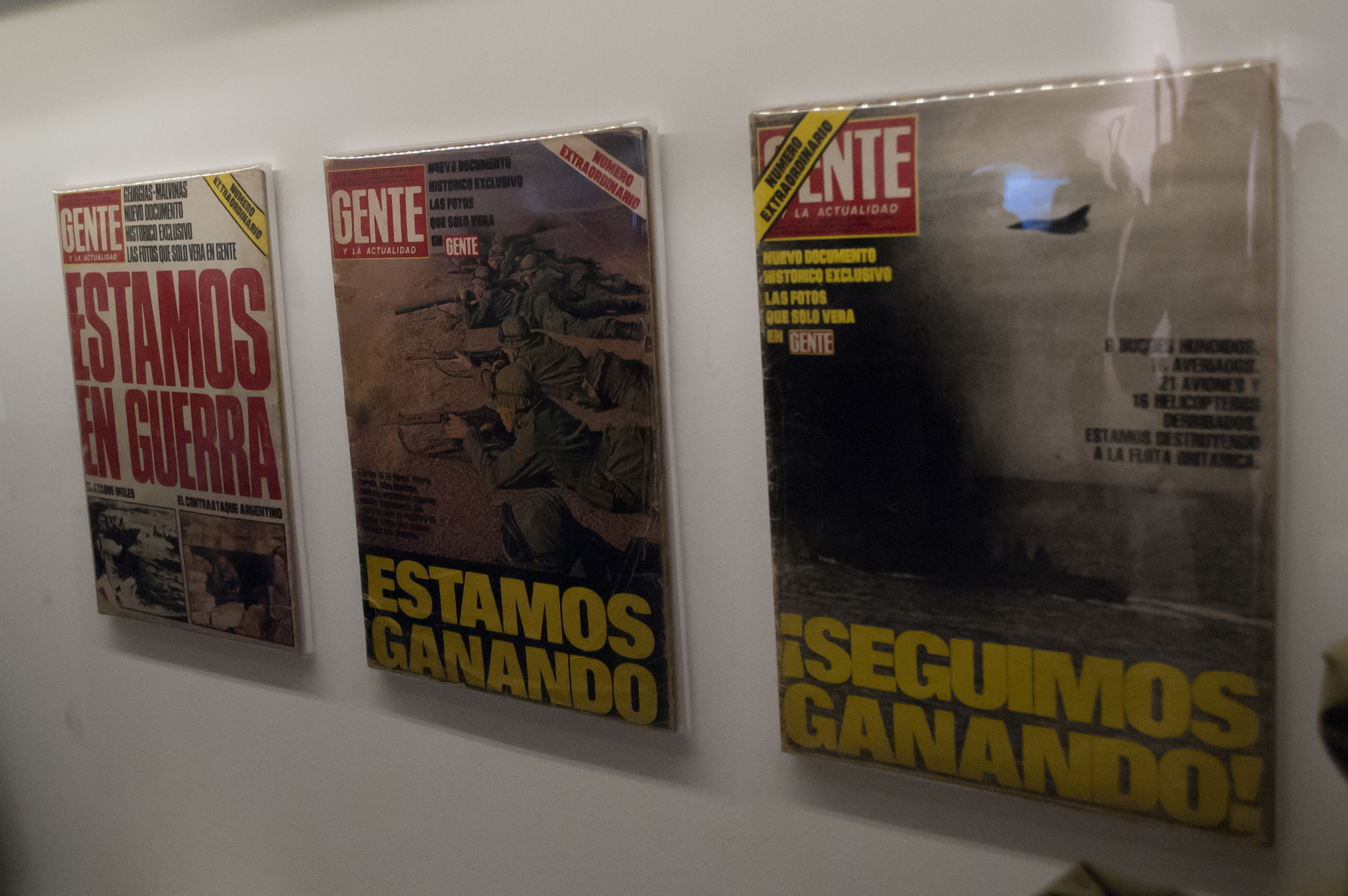
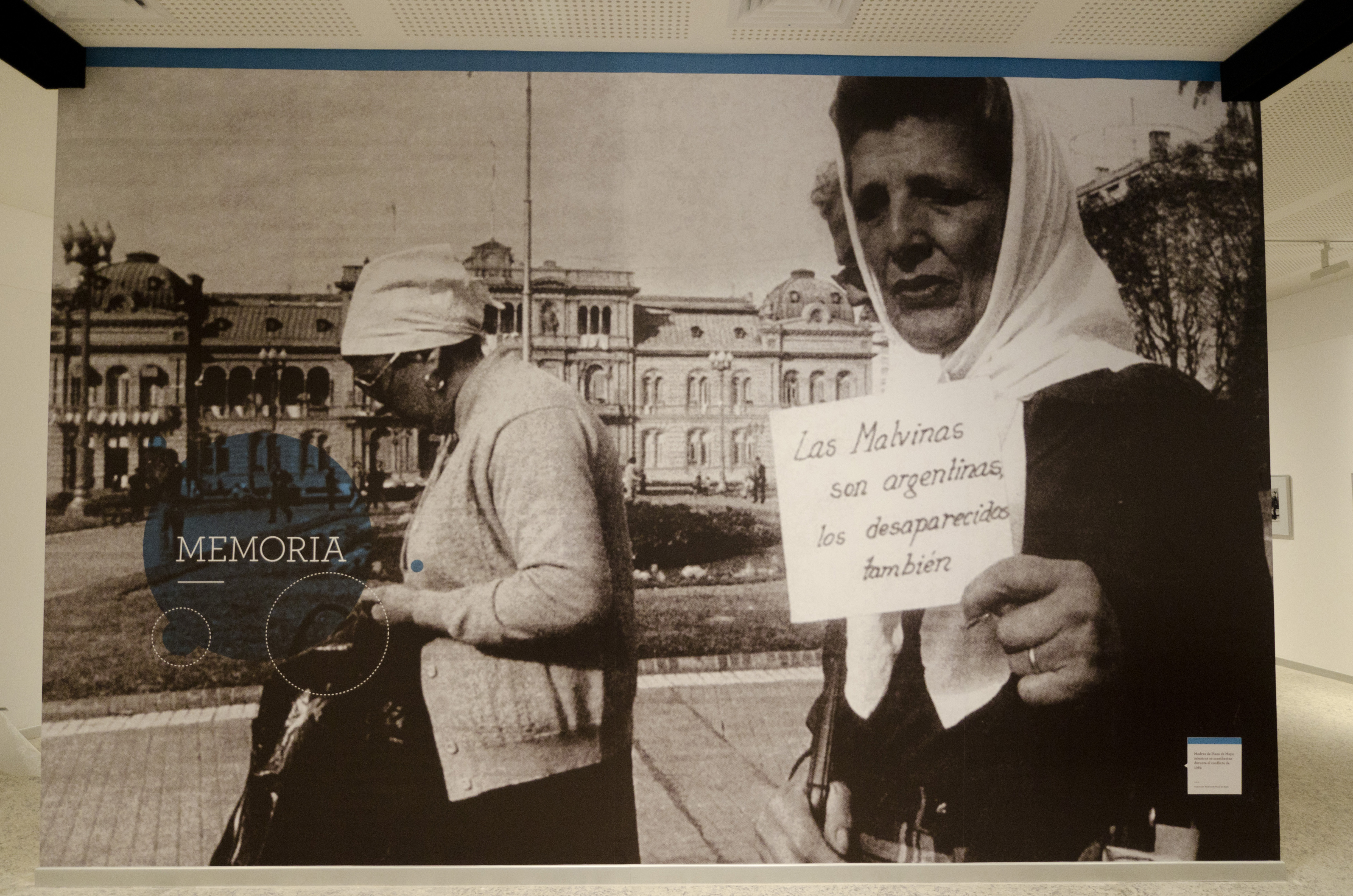
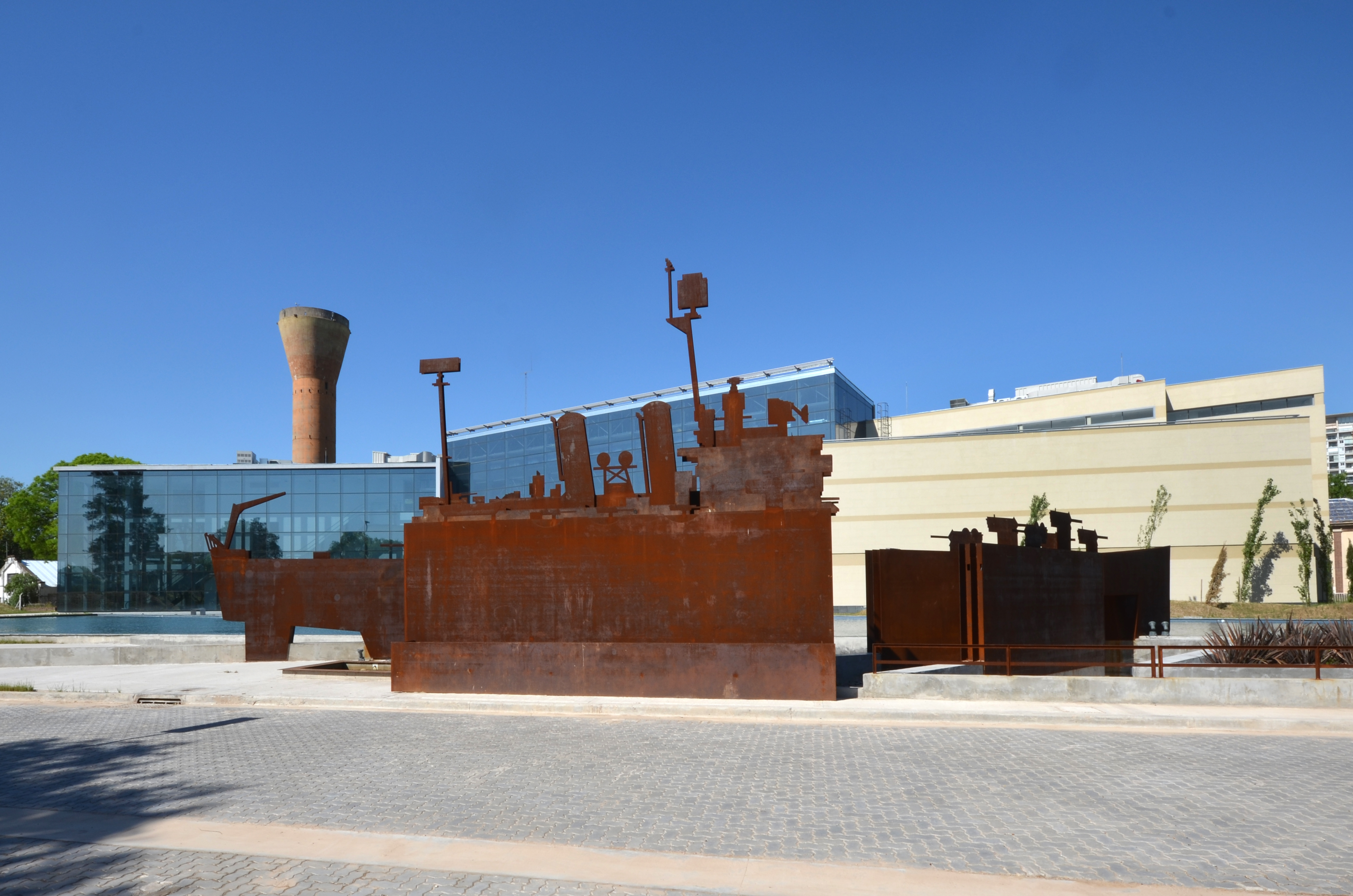
Mémorial du croiseur General Belgrano.
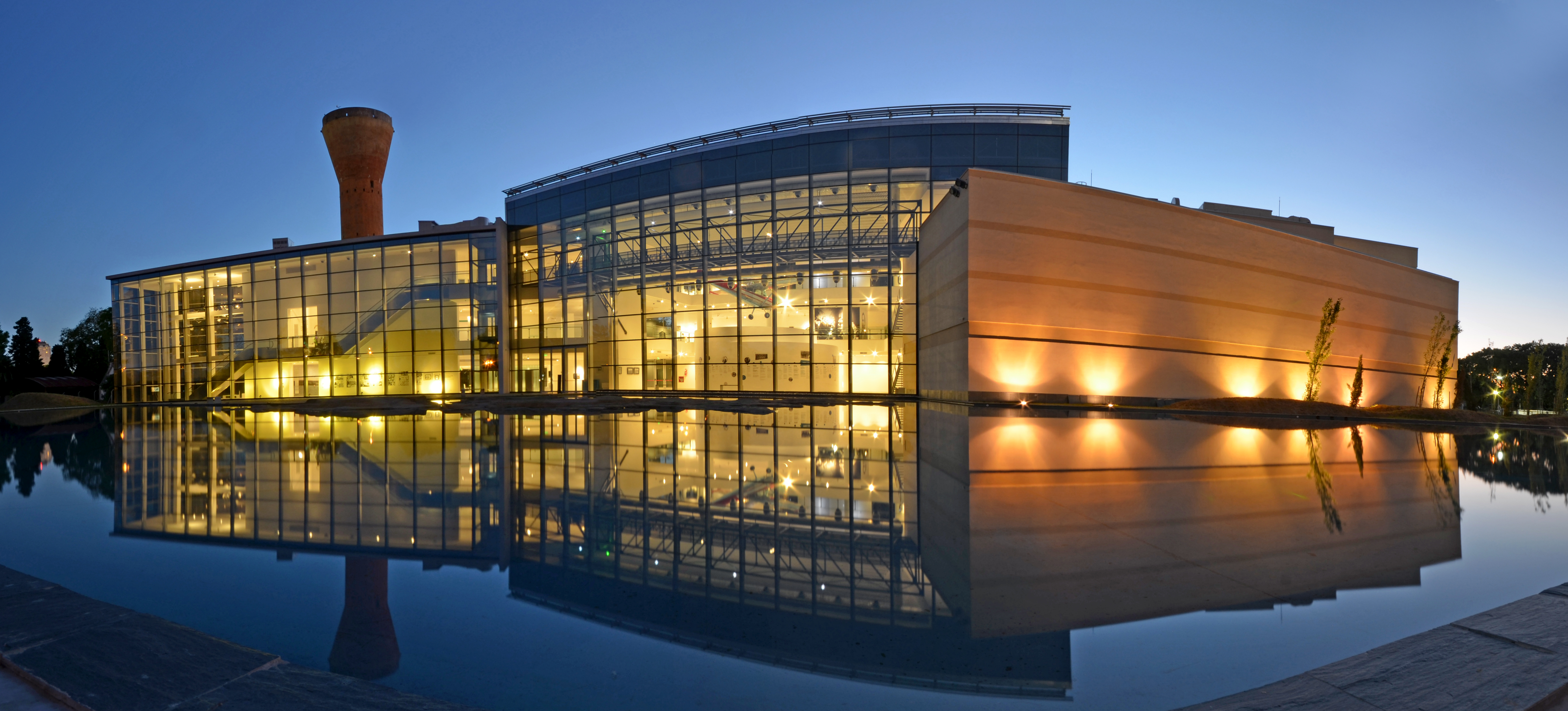
Extérieur du musée le soir.
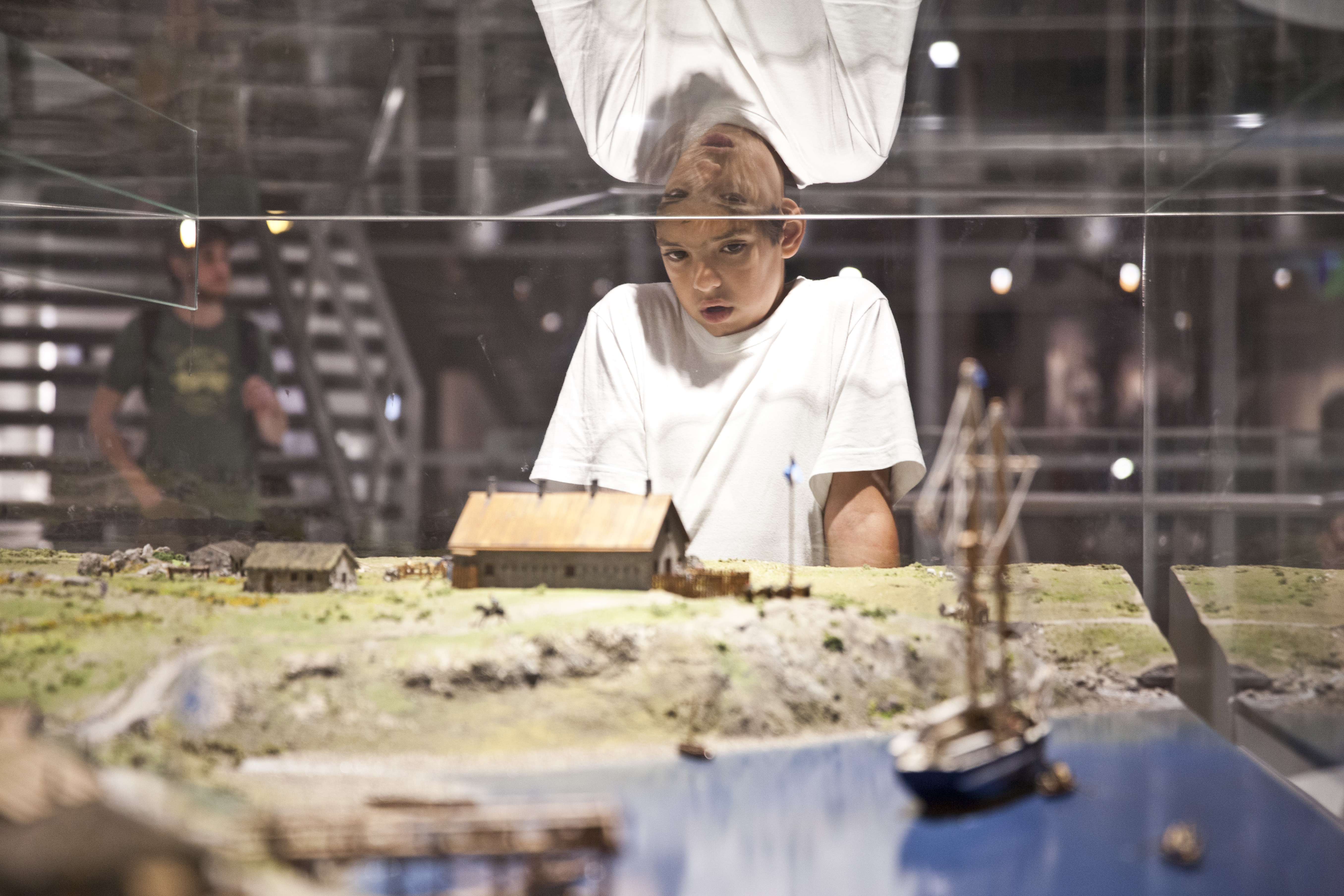
Maquette de Puerto Soledad en 1831.